# Seiji Maehara
Seiji Maehara (前原 誠司, Maehara Seiji), né le 30 avril 1962 dans l'arrondissement de Sakyō de la ville de Kyoto, est un homme politique japonais, membre du Parti démocrate du Japon (PDJ) puis du Parti démocrate progressiste (PDP), partis qu'il a successivement présidés du 17 septembre 2005 au 7 avril 2006 et du 1er septembre au 30 octobre 2017, faisant de lui le chef de l'opposition parlementaire pendant ces périodes. Le 30 octobre 2017, il quitte le PDP afin d'engager les démarches pour adhérer au Parti de l'espoir fondé un mois plus tôt par le gouverneur de Tokyo Yuriko Koike.
Membre du lobby ouvertement révisionniste Nippon Kaigi, il est connu pour ses positions plutôt pro-américaines et dures à l'égard de la république populaire de Chine en politique étrangère, sa volonté de réformer la Constitution pacifique du Japon afin de reconnaître au pays le droit à l'auto-défense collective et son réformisme administratif porté essentiellement vers la lutte contre la multiplication des grands travaux publics. Il est l'interlocuteur de plusieurs personnalités réformatrices du Parti libéral-démocrate, dont surtout Shinzō Abe, Shigeru Ishiba ou Yuriko Koike, et a été un opposant au sein de son propre camp à Ichirō Ozawa jusqu'à la dissidence de celui-ci en 2012. Il dit admirer Ryōma Sakamoto, un des précurseurs de la révolution Meiji, et cite comme devises personnelles : « remplis la mission de ta vie » et « la sincérité fait se mouvoir les cieux ». 
Il est élu à la Chambre des représentants, la chambre basse de la Diète (ou parlement), depuis 1993, d'abord pour l'ancien 1er district (de 1993 à 1996) puis pour la nouvelle 2e circonscription (depuis 2000) de sa préfecture natale, et entre-temps à la proportionnelle pour le bloc législatif de Kinki (de 1996 à 2000). Il est ministre du Territoire, des Infrastructures, des Transports et du Tourisme et ministre d'État pour Okinawa et les Territoires du Nord du 16 septembre 2009 au 17 septembre 2010, ainsi que pour la Gestion des catastrophes du 16 septembre 2009 au 12 janvier 2010, dans les 93e et 94e Cabinets du Japon dirigés successivement par Yukio Hatoyama puis Naoto Kan. Le 17 septembre 2010, à l'occasion du premier remaniement du gouvernement Kan, il est devenu ministre des Affaires étrangères, et le reste jusqu'au 6 mars 2011. Plus tard, le 1er octobre 2012, il réintègre le Cabinet du Japon, désormais dirigé par Yoshihiko Noda, en tant que ministre d'État chargé des Politiques nationales, océaniques, économiques et fiscales, scientifiques et technologiques, nucléaires et spatiales.

## Origines et formation (1962-1991)

### Des origines modestes (1962-1981)
Seiji Maehara est le deuxième enfant et le fils unique d'une famille à l'origine relativement modeste vivant dans l'arrondissement de Sakyō, au nord-est de Kyoto. Ses parents sont originaires de la ville de Sakaiminato à l'extrémité ouest de la préfecture de Tottori. Son père travaille auprès du tribunal familial de Kyoto, tandis que sa mère est mère au foyer. Seiji Maehara a suivi l'ensemble de sa scolarité et de ses études, d'avril 1969 à mars 1987, dans sa ville natale. 
Après sa sortie de l'école élémentaire municipale Shūgakuin située à Sakyō, il passe l'examen d'entrée de l'établissement secondaire privé Tōdaiji Gakuen, lié au Tōdai-ji, de Nara. Cependant, la situation financière de la famille et le fait que sa mère ne veuille pas dissocier l'éducation de ses deux enfants (sa sœur aînée ayant déjà réalisé ses années de collège dans le public, tandis que le Tōdaiji Gakuen est une compagnie scolaire strictement réservée aux garçons) pousse celle-ci à le dissuader de s'y inscrire. Il fréquente donc le collège (de 1975 à 1978, situé dans l'arrondissement de Kita) puis le lycée (de 1978 à 1981, à Fushimi) liés à la faculté pédagogique de l'Université d'éducation de Kyoto, où sa sœur l'avait précédé. Il développe durant ses années de secondaire une passion pour les mathématiques, et suit d'ailleurs des cours du soir dans un juku (ou institut privé spécialisé extra-scolaire) afin de devenir mathématicien. Il joue également dans les équipes de baseball de ses établissements scolaires (il est resté fan de ce sport, supportant l'équipe des Hanshin Tigers d'Ōsaka, comme son futur professeur à l'université, Masataka Kōsaka). Ferrovipathe depuis son adolescence, il a notamment gardé de cette époque une passion pour la photographie des trains (tout particulièrement des vieilles locomotives à vapeur). 
Le suicide de son père en 1976, alors qu'il est en deuxième année du collège et n'a que 14 ans, plonge la famille dans une situation financière et sociale beaucoup plus difficile. Élevant désormais seule ses deux enfants, sa mère, Kiyoko Maehara, se met à travailler pour une entreprise du bâtiment. Pour sa part, Seiji Maehara réussit, par ses résultats scolaires, à obtenir une bourse pour le lycée et l'université,. 

### Des études en sciences politiques (1981-1991)
Bien qu'ayant adolescent envisagé de s'orienter vers les mathématiques, Seiji Maehara décide de reprendre l'héritage professionnel de son père en s'engageant dans des études juridiques. Après sa sortie du lycée en mars 1981, il échoue dans un premier temps au concours d'entrée de la faculté de droit de l'université de Kyoto. Il passe alors une année en tant que rōnin (étudiant recalé à l'examen d'une université qui travaille seul afin de retenter sa chance l'année suivante). Il est alors particulièrement marqué par la lecture de Politique internationale - Craintes et Espoirs (国際政治―恐怖と希望, Kokusai seiji - Kyōfu to kibō, manuel paru en 1966) de Masataka Kōsaka, un professeur de l'université de Kyoto spécialiste des questions de sécurité en Asie et de la politique étrangère du Japon depuis la fin de la Seconde Guerre mondiale.
Il intègre finalement la faculté de droit de l'université de Kyoto en avril 1982, s'inscrit aux cours de sciences politiques internationales de Kōsaka et finit par rejoindre le séminaire d'étude dirigé par ce dernier. Envisageant à l'époque de devenir diplomate ou universitaire, il en est dissuadé par son professeur, devenu son véritable mentor, qui lui conseille plutôt de s'orienter vers la politique. Les travaux et la pensée de Kōsaka vont d'ailleurs fortement influencer sa propre action politique. Il cite ainsi avoir reçu un triple héritage idéologique de la part de son ancien professeur : tout d'abord l'amélioration de la gestion des relations entre les États-Unis et le Japon afin d'éviter les difficultés qui les ont traversées (notamment les différends commerciaux des années 1980 et 1990) ; le changement de l'interprétation de la Constitution du Japon, et tout particulièrement de son Article 9, afin de reconnaître au pays le droit d'avoir recours à une auto-défense collective (à savoir assurer la sécurité de l'archipel par la coopération, notamment avec les États-Unis mais aussi à l'échelle asiatique, en contrepartie d'une intervention directe du Japon dans des opérations internationales sous couvert uniquement de l'ONU) ; et enfin, en dehors des seuls domaines des affaires étrangères et de sécurité, l'idée que le financement par l'État d'importants travaux publics (un des piliers de l'« État construction », ou dokken kokka, mis en place par les gouvernements d'après guerre dominés par le PLD, que ses défenseurs présentent comme le moyen de maintenir le développement économique des régions et tout particulièrement des zones rurales, mais source pour ses détracteurs de clientélisme, de corruption, de déficit public et de dégradation des paysages) limite sa capacité à devenir une puissance moderne. 
Ayant obtenu son Bachelor of Laws (法学士, Hōgakushi) en mars 1987, il est introduit par Kōsaka auprès d'un de ses anciens étudiants entré en politique, le conseiller métropolitain de Tōkyō Hiroshi Yamada, qui le fait entrer en avril suivant à l'Institut Matsushita de politique et de management. Cette grande école privée fut créée en 1980 par le fondateur de Panasonic Konosuke Matsushita afin de préparer les membres de l'élite japonaise (politique, économique, financière, culturelle et intellectuelle) du XXIe siècle à travers des classes restreintes (moins d'une dizaine d'étudiants par promotion) et un enseignement drastique, tant physique qu'intellectuel et psychologique. Cette institution insiste tout particulièrement sur la réduction du poids de l'administration d'État, la nécessité de rendre celui-ci plus transparent et la lutte contre la corruption. Membre de la 8e promotion (1987-1991), il y fréquente notamment trois autres futurs parlementaires démocrates : Kōichirō Genba, Kōichirō Katsumata et Hisashi Tokunaga.

## Les débuts politiques: du local au national (1991-1996)

### Élu gouvernemental de Kyōto (1991-1993)
Tout juste sorti de l'Institut Matsushita, il est élu le 30 avril 1991 comme indépendant à l'Assemblée gouvernementale (ou préfectorale) de la préfecture de Kyōto, pour son arrondissement natal de Sakyō. Sa candidature a été tout particulièrement soutenue bénévolement par des étudiants de l'Université de Kyōto, dont le campus est situé dans l'arrondissement, dont Keirō Kitagami, lui-même futur député du PDJ (et au sein de ce dernier un partisan de Maehara). À 29 ans, il est alors la plus jeune personne à avoir jamais été élue dans cette assemblée (ce record sera battu en 2007 par un candidat de 26 ans). 
En mai 1992, à l'instar d'autres anciens élèves (tous ayant 35 ans ou moins) de l'Institut Matsushita, dont Hiroshi Yamada, Yoshihiko Noda, Hiroyuki Nagahama, Shinji Tarutoko ou Hiroshi Nakada, il rejoint à sa formation le Nouveau parti du Japon (NPJ) de l'ancien gouverneur de Kumamoto Morihiro Hosokawa. Cette formation réformatrice de centre droit réunit alors des dissidents du Parti libéral-démocrate (PLD, droite conservatrice) majoritaire choqués par les scandales politico-financiers qui le touchent depuis la fin des années 1980, et plusieurs jeunes élus locaux de tendance libérale (dont Maehara) attachés à des réformes structurelles (la décentralisation, la dérèglementation et des privatisations) et à une transformation des pratiques politiques (avec surtout la lutte contre la corruption et contre la collusion entre hommes politiques, hauts fonctionnaires et milieux d'affaires, ainsi que pour une plus grande transparence dans le processus de décision).
À l'approche des élections du 26 juillet 1992 pour le renouvellement de la moitié des sièges de la Chambre des conseillers (la chambre haute de la Diète), il mène campagne (sans être lui-même candidat) dans les régions de Kinki et Shikoku pour la liste présentée par son nouveau parti dans la circonscription nationale. Il se prépare pour sa part pour les prochaines élections législatives. 

### L'arrivée à la Diète et la succession des partis (1993-1996)
Lorsqu'une motion de censure est votée le 18 juin 1993, par l'opposition (dont fait partie le NPJ) et plusieurs dissidents du PLD contre le gouvernement de Kiichi Miyazawa, celui-ci est forcé de dissoudre la Chambre des représentants et de provoquer des élections législatives anticipées pour le 18 juillet suivant. Seiji Maehara se porte ainsi candidat avec l'étiquette du NPJ dans l'ancien 1er district de la préfecture de Kyōto (soit le centre et l'est de la ville de Kyōto, dont l'arrondissement de Sakyō) qui élit à l'époque (selon le système électoral en place avant 1996) cinq députés au vote unique non transférable. Il dispose également de l'investiture du Nouveau Parti pionnier (ou Nouveau parti Sakigake NPS, petit parti centriste et réformiste tout juste formé par de jeunes élus du PLD, il est le seul candidat de la circonscription à être soutenu par cette formation) et de la Fédération sociale-démocrate (FSD, petit mouvement de centre gauche et social-démocrate, voire social-libéral qui soutient également dans le district les candidats du Shinseitō, autre parti créé par des dissidents du PLD, du Parti socialiste et du Parti démocrate socialiste PDS). 
Il s'agit d'un bastion traditionnellement considéré comme de gauche (parmi les cinq députés sortants, trois sont issus de l'opposition au PLD dont l'ancien président du PDS Eiichi Nagasue et le socialiste Yukio Takemura, tandis que le Parti communiste y a eu un représentant de 1949 à 1983 et de 1986 à 1990). Bénéficiant toujours pour sa part d'un soutien actif sur le campus de l'Université de Kyōto ainsi que de son assise d'élu local et détournant une bonne partie de l'électorat tant du centre gauche que du centre droit, Seiji Maehara est élu en obtenant le deuxième meilleur score avec 65 182 voix et 16,4 % des suffrages, arrivant derrière le communiste Keiji Kokuta (19,56 %) mais assez loin devant les deux candidats du PLD (respectivement 12,3 % et 12,1 %). Ceux du Shinseitō (qui se place pourtant nationalement comme la troisième force politique du pays, derrière le PLD et le PSJ), du PSJ et du PDS sont pour leur part battus. Il fait ainsi partie des 35 députés NPJ élus à cette occasion à la Chambre des représentants. Le parti participe alors à une coalition anti-PLD, anti-communiste formée de sept mouvements (outre le NPJ, il s'agit du PSJ, du Shinseitō, du Kōmeitō d'influence confessionnelle bouddhiste, du PDS, du NPS et de la FSD) et Morihiro Hosokawa devient Premier ministre. Seiji Maehara milite tout particulièrement en faveur d'un rapprochement entre son parti et le Nouveau Parti pionnier, assez proche idéologiquement et avec lequel le NPJ a constitué un groupe commun à la Chambre des représentants, et pour le renforcement de la transparence et la lutte contre la corruption. Ainsi, dans le cadre du débat sur la réforme du financement des partis et des hommes politiques, il appelle par exemple, lors d'une réunion le 3 septembre 1993, qu'en la matière le gouvernement pourrait s'inspirer de mesures adoptées en 1883 au Royaume-Uni par le gouvernement libéral de William Gladstone à savoir : obliger tout homme politique à démissionner de ses fonctions ou mandats en cas de n'importe quelle violation de la règlementation électorale ou de financement politique par ses collaborateurs ou certaines de ses relations, et en plus l'empêcher de se représenter dans le même district électoral. 
Mais les difficultés de ce gouvernement se multiplient, du fait notamment du caractère hétéroclite de la majorité sur laquelle il repose (du socialisme au conservatisme libéral), et, touché par des soupçons concernant la gestion de ses fonds politiques dans les années 1980, Morihiro Hosokawa, pourtant jusqu'ici considéré comme l'un des hommes politiques japonais les plus intègres et l'un des plus ardents à combattre la corruption, doit annoncer sa démission le 8 avril 1994. Marqués par le scandale touchant leur dirigeant mais aussi hostiles à l'influence politique en coulisse jugée démesurée du secrétaire général du Shinseitō Ichirō Ozawa (surnommé le « Shōgun de l'Ombre » et accusé par ses détracteurs de reproduire les pratiques politiques occultes développées par le PLD), certains élus de la jeune garde du NPJ, parmi lesquels Maehara, se rapprochent du Nouveau Parti pionnier. Après que le choix pour succéder à Hosokawa comme Premier ministre s'est porté le 28 avril 1994 sur Tsutomu Hata, président du Shinseitō et considéré par ses opposants (notamment le PSJ, le NPS et les jeunes élus du NPJ) comme la « marionnette d'Ozawa », Seiji Maehara décide de faire dissidence. Il forme le 9 mai avec trois autres députés du Nouveau parti du Japon, dont deux autres trentenaires (Yukio Edano et Yūichi Takami) et un quinquagénaire (Satoshi Arai) un petit groupe parlementaire baptisé Vent démocrate (民主の風, Minsei-no-Kaze). D'autres (Fumihiko Igarashi, Sakihito Ozawa et Akio Nakajima) avaient déjà quitté le parti dès le 20 avril pour fonder le « Groupe "nuage bleu" » (グループ青雲, Guruppu Aokumo). Menacé par une motion de censure risquant d'être adoptée, Tsutomu Hata finit par démissionner et une Grande coalition est formée le 30 juin 1994 entre le PLD, le PSJ et le NPS, portant le dirigeant socialiste Tomiichi Murayama à la tête du gouvernement. Le lendemain, Seiji Maehara et le Vent démocrate forment un groupe commun avec le « Groupe "nuage bleu" » et le Nouveau Parti pionnier, avant de se fondre entièrement dans ce dernier le 5 juillet 1994. 
Au sein de son nouveau parti, Seiji Maehara seconde en tant que vice-président deux dirigeants d'instances importantes de l'exécutif du mouvement : Naoto Kan au Comité de recherche politique (chargé de l'élaboration du programme politique) et Kisaburō Tokai au Conseil des Affaires de la Diète. Il entreprend également, étant le seul parlementaire du NPS élu dans la préfecture de Kyōto, d'organiser les structures locales du parti dans celle-ci.

## L'ascension au sein du PDJ (1996-2005)

### L'assise locale à Kyōto
Le 11 septembre 1996, il participe à la création du Parti démocrate du Japon (PDJ) dirigé par deux figures du Nouveau Parti pionnier, Naoto Kan et Yukio Hatoyama, voulant quitter la majorité et préparer les élections législatives à venir. Ce nouveau mouvement devient la troisième force de la Diète avec 52 députés (dont plus de la moitié de ceux du NPS, soit 14 sur 23, et du Parti social-démocrate PSD, nouveau nom du PSJ, soit 31 sur 61) et 5 conseillers (4 ex-sociaux-démocrates et 1 ancien pionnier). La fédération démocrate de la préfecture de Kyōto s'appuie beaucoup sur les organisations locales du NPS créées auparavant par Seiji Maehara, qui en prend la présidence (il le reste jusqu'à novembre 2002, puis en est, jusqu'à aujourd'hui, le « Conseiller suprême », une fonction honorifique conférant un poids moral important). 
Aux élections législatives du 20 octobre 1996, les premières à se dérouler selon le nouveau système mixte créé par la réforme électorale de 1994 et unissant vote uninominal majoritaire à un tour dans 300 circonscriptions locales et proportionnelle pour 200 sièges répartis dans 11 Blocs législatifs correspondant plus ou moins aux grandes régions géographiques du Japon, Seiji Maehara est candidat aux deux modes de scrutin. Il se présente ainsi dans le nouveau 2e district de la préfecture de Kyōto (soit les trois arrondissements orientaux de la ville) tout en étant présent en quatrième position sur la liste PDJ menée par Satoru Ienishi (un des hémophiles infectés par le VIH en raison d'une transfusion au sang contaminé) dans le bloc de Kinki. 
Ayant face à lui un candidat du Shinshintō (principal parti d'opposition depuis 1994 et fondé sur les bribes de la coalition anti-PLD n'ayant pas rejoints la Grande coalition, mené par Ichirō Ozawa) dans une circonscription restant de plus fortement marquée par l'influence du Parti communiste, il est battu au vote majoritaire à la suite d'un scrutin particulièrement serré avec 31 257 voix (21,23 %). Il arrive en troisième position derrière le ministre libéral-démocrate de l'Éducation Mikio Okuda (29,24 %) et le communiste Satoshi Inōe (28,67 %). Seiji Maehara est toutefois réélu grâce à la proportionnelle puisque la liste démocrate de Kinki a réuni 1 223 192 votes (13,89 %) et 5 des 33 sièges à pourvoir (elle y obtient le quatrième score, derrière les 29,16 % et 10 députés du Shinshintō, les 28,37 % et 10 élus également du PLD et les 17,48 % et 6 sièges du PCJ). Il reste le seul député démocrate implanté dans la préfecture de Kyōto, celui qui le secondait déjà localement au sein du NPS, Tetsurō Fukuyama (lui aussi un ancien de l'Université de Kyōto et de l'Institut Matsushita), ayant été battu dans le 1er district et n'ayant pas été élu à la proportionnelle. 
Après la dissolution du Shinshintō le 31 décembre 1997 et le ralliement le 27 avril 1998 au PDJ de ses membres n'appartenant pas au Kōmeitō et n'ayant pas suivi Ichirō Ozawa dans son Parti libéral, le nouveau Parti démocrate devient ainsi le principal parti d'opposition. La fédération de Kyōto obtient pour sa part un autre député (Kazuya Tamaki, élu dans le 6e district et ancien du PDS) et une conseillère (Teiko Sasano, jusque-là présidente du Parti des réformes démocratiques, bras politique du syndicat Rengō). S'ajoute bientôt à la chambre haute l'élection en juillet 1998 du lieutenant de longue date dans la région de Maehara, Tetsurō Fukuyama, au vote unique non transférable pour la préfecture de Kyōto.
Lors des élections législatives, tenues le 25 juin 2000, il réussit cette fois à emporter le 2e district de Kyōto au vote majoritaire. Le sortant libéral-démocrate et ancien ministre Mikio Okuda ayant décidé de ne pas se représenter, il réussit en effet cette fois-ci à s'imposer face au nouveau candidat du PLD Naohiko Yamamoto et à celui du PCJ, toujours Satoshi Inōe, et bien qu'il ait une fois de plus, comme en 1996, des rivaux eux aussi issus de l'opposition non-communiste, notamment du Parti libéral. Il obtient ainsi 52 077 voix et 33,46 % des suffrages exprimés contre 30,87 % à Yamamoto et 26,69 % à Inōe. Il est par la suite réélu à chacune des élections suivantes dans sa circonscription avec désormais le soutien de l'ensemble des formations d'opposition non-communistes, en manquant de peu la majorité absolue des suffrages à celles du 9 novembre 2003 (73 934 voix, 49,73 %), de manière plus serrée à celles du 11 septembre 2005 (73 795 votes, 42,79 %) mais avec un net avantage au scrutin du 30 août 2009 (101 151 suffrages, 57,52 %) pour retomber sous la barre de la majorité absolue lors des législatives du 16 décembre 2012 (72 170 voix, 49,35 %) et remonter légèrement dessus au cours des élections du 14 décembre 2014 (66 227 votes, 50,44 %).
Et chaque élection confirme son influence sur la fédération préfectorale et renforce également son poids au sein du parti, avec l'élection de personnalités qui lui sont proches tant politiquement que par leurs parcours (d'anciens étudiants de l'Université de Kyōto ou de l'Institut Matsushita). Ainsi, deux membres de la faction Maehara sont élus députés dans la préfecture en 2003 (Kenta Izumi, alors âgé de 29 ans, dans le 3e district et Kazunori Yamanoi, 41 ans, dans le 6e après avoir été élu à la proportionnelle en 2000), à quoi s'ajoute en 2005 (d'abord à la proportionnelle puis au scrutin majoritaire dans le 4e district) Keirō Kitagami qui avait déjà, alors qu'il était étudiant, soutenu la première campagne électorale de Maehara. De 2009 à 2012, le groupe Maehara détient cinq des six circonscriptions de la préfecture de Kyōto, tandis que le nouveau député du 1er district (Tomoyuki Taira, 50 ans) et le candidat battu dans le 5e district mais élu à la proportionnelle (Mai Ohara, 35 ans), bien que n'appartenant officiellement à aucune faction, sont issus tous deux des milieux étudiants pro-démocrates de l'Université de Kyōto (et de l'Institut Matsushita pour Ohara). À la suite des défaites démocrates de 2012 et 2014, les deux seuls députés du parti conservant leur circonscription sont Maehara et Kazunori Yamanoi, à quoi s'ajoute Kenta Izumi qui est réélu à la proportionnelle, soit tous trois des membres du groupe Maehara. À la Chambre des conseillers, outre Tetsurō Fukuyama élu en 1998 et réélu en 2004, 2010 puis 2016, peut être cité parmi les parlementaires pour la préfecture de Kyōto proches de Maehara Kōji Matsui (élu en 2001 et réélu en 2007, il se retire en 2013 au profit de la candidature de Keirō Kitagami, qui est battu).

### Un des dirigeants de la jeune garde du PDJ
Seiji Maehara devient rapidement, avec d'autres trentenaires ou quadragénaires issus de l'Institut Matsushita tels que Shigefumi Matsuzawa ou Yoshihiko Noda et plusieurs anciens membres du défunt NPJ (Yukio Edano), membre d'une génération d'hommes politiques qui se rapproche par ses convictions politiques réformatrices, libérales sur le plan économique mais aussi par leur volonté de rajeunir la direction du parti. Leur but est ainsi de ne pas laisser une trop forte mainmise sur le PDJ aux « baby boomers » comme Naoto Kan (tout en restant toutefois plus proche de ce dernier que des autres, en raison de son passé d'activiste étudiant et citoyen et de son image de politique pouvant s'imposer face aux hauts-fonctionnaires) et Yukio Hatoyama ou aux vétérans ayant déjà connu une longue carrière au sein de l'un des deux grands partis du « système 1955 » (le PLD, comme Tsutomu Hata, et le PSJ, comme Takahiro Yokomichi). Ensemble, ils fondent en 1999 un groupe de pression, ou « faction », appelé « Comité des meilleurs amis » (高朋会, Kōhōkai). 
Il s'investit dans les deux campagnes à la présidence du PDJ qui se succèdent en 1999. Lors de la première, le 18 janvier 1999, il soutient Shigefumi Matsuzawa (âgé alors de 40 ans) contre le président sortant Naoto Kan. Pour autant, celui-ci est réélu sans problème par 180 voix de parlementaires et élus préfectoraux contre 51 à Matsuzawa. À peine huit mois plus tard, le 25 septembre 1999, il fait toutefois partie (comme Yukio Edano ou Tetsurō Fukuyama) de l'« Association de soutien à Naoto Kan au sein du PDJ » formée pour aider celui-ci à conserver la tête du principal parti d'opposition (Seiji Maehara est président de la commission de l'organisation de cette association) face au secrétaire général Yukio Hatoyama et au chef de file des anciens socialistes Takahiro Yokomichi. Arrivé deuxième au premier tour avec 109 voix contre 154 à Hatoyama et 57 à Yokomichi (éliminé), Kan est battu au second tour par 182 voix contre 130.
S'il exerce par la suite des fonctions importantes dans l'exécutif du parti sous la présidence de Yukio Hatoyama, qui est réélu président pour un mandat de deux ans sans opposition en 2000, il milite pour une candidature d'un représentant de la jeune garde contre lui, Naoto Kan (alors secrétaire général et numéro 2 du mouvement) et Takahiro Yokomichi à la présidentielle du 23 septembre 2002. Le Kōhōkai envisage un temps d'investir le Secrétaire général du Cabinet suivant Katsuya Okada, certes un ancien membre du PLD mais relativement jeune (50 ans), mais celui-ci finit par décliner l'offre et se range aux côtés de Hatoyama. Le « Comité des meilleurs amis » explose alors entre plusieurs candidatures rivales, Yoshihiko Noda et Seiji Maehara annonçant tous deux le 31 juillet 2002 leurs volontés de se présenter, le premier reprochant surtout au second de ne pas pouvoir rassembler au-delà de la seule « jeune génération » et se voulant également le candidat de l'aile droite, tandis que Maehara maintient une position plus modérée notamment concernant les questions de société ou le nationalisme. Tous deux fondent alors, sur les restes du Kōhōkai, à partir de leurs réseaux de soutiens locaux ou nationaux et de personnalités d'autres origines, leurs propres factions. Ainsi Seiji Maehara crée avec Yukio Edano, qui fut comme lui membre du NPJ, du Vent démocrate puis du NPS, mais aussi avec Yoshito Sengoku, un quinquagénaire (il a alors 56 ans) et ancien membre du PSJ de tendance sociale-libérale, le « Comité du nuage pur » (凌雲会, Ryōunkai) généralement appelé depuis « groupe Maehara » (前原グループ, Maehara guruppu), « groupe Maehara-Edano » (前原-枝野グループ, Maehara-Edano guruppu) voire quelquefois « groupe Maehara-Edano-Sengoku » (前原-枝野-仙谷グループ, Maehara-Edano-Sengoku guruppu). 
Face à un risque de dispersion des voix, renforcé par l'entrée dans la campagne également de Shigefumi Matsuzawa et de Takashi Kawamura, des discussions sont vite entamées afin de revenir à une candidature unique. Après plusieurs échecs, Maehara et Noda, les deux favoris de ce camp (ayant tous deux réussis à réunir au moins vingt signatures de parlementaires démocrates, seuil minimal pour qu'une candidature soit validée), finissent par se mettre d'accord le 29 août 2002 pour que seulement l'un des deux soit candidat et pour entamer des discussions afin de décider lequel, tandis que le jour même Kawamura se retire faute d'avoir pu obtenir les vingt soutiens nécessaires et appelle à voter pour Naoto Kan (Matsuzawa l'avait déjà fait la semaine précédente, apportant son soutien à Noda). Un « Comité des volontaires pour créer un PDJ de seconde génération » (第二期民主党をつくる有志の会, Dai-ni-ki Minshutō o tsukuru yūshi no kai) est mis en place pour faire le lien entre les factions Noda et Maehara et faire en sorte que celles-ci investissent un candidat commun représentant les intérêts de la « jeune garde » à chaque élection présidentielle. Et c'est finalement Yoshihiko Noda qui est investi le 2 septembre tandis que Seiji Maehara devient l'un des piliers de sa campagne. Noda se place en troisième position avec 182 votes, derrière Hatoyama (294 voix) et Kan (221 suffrages), qui se qualifient pour un second tour. 44 parlementaires, dont les votes comptent doubles, sur 183 se sont portés sur Noda (soit seulement un de moins que pour Kan) de même que 22 candidats investis pour les prochaines élections sur 83 (autant que pour Kan et trois de moins que pour Hatoyama), 5 des 47 délégués des élus locaux (dont celui de la préfecture de Kyōto, il obtient pour ce collège électoral le moins bon score des quatre candidats) et 67 sur 320 grands électeurs portant la voix des militants (au sein desquels il a recueilli 33 012 votes et 20,97 % des suffrages, ainsi que le meilleur score, entre autres, à Kyōto). Yukio Hatoyama est réélu au deuxième tour, mais doit démissionner moins de deux mois et demi plus tard du fait de mauvais résultats lors d'élections partielles et du désaveu du comité directeur qui lui reproche le manque de transparence de son projet d'absorption dans le PDJ d'autres petits partis d'opposition, dont surtout le Parti libéral d'Ichirō Ozawa. Pour l'élection de son successeur, à laquelle ne participent que les seuls parlementaires, les partisans du « PDJ de seconde génération » n'ont pas le temps de choisir une candidature commune, si bien que Seiji Maehara ne s'investit officiellement derrière aucun des deux candidats et les membres de sa faction se divisent : Yukio Edano et un autre député de Kyōto (Kazunori Yamanoi) soutiennent Kan (qui est élu) par proximité idéologique, tandis que trois parlementaires du groupe Maehara (deux députés et une conseillère) se rangent derrière Okada par solidarité générationnelle. Par la suite, Maehara et ses partisans vont faire partie des principaux alliés de Katsuya Okada durant sa présidence de mai 2004 à septembre 2005. 
Après l'absorption dans le PDJ du Parti libéral le 26 septembre 2003, les membres de la jeune garde de l'aile droite réformatrice (les factions Maehara et Noda mais aussi certaines figures du groupe Hata tels que Katsuya Okada et Shinji Tarutoko) se trouvent un nouveau point commun : leurs oppositions à Ichirō Ozawa. Ils reprochent à ce dernier tant ses méthodes, considérées comme l'archétype même de la manière traditionnelle de faire de la politique (à savoir des réseaux d'influences organisés en coulisse) héritée du « système 1955 » et de l'époque de l'ancien Premier ministre Kakuei Tanaka (qui fut le mentor d'Ozawa), que certaines de ses idées politiques (Ozawa renforce en effet l'aile conservatrice du PDJ et reste notamment en grande partie attaché au maintien d'un certain niveau de dépenses dans le domaine des travaux publics ou des allocations aux agriculteurs afin de soutenir le développement des régions rurales). Kōzō Watanabe, l'une des figures morales de l'aile droite du parti et l'autre dirigeant de la faction Hata, décide de les soutenir afin d'en faire la relève du mouvement et les réunit dans un groupe qu'il surnomme les « Sept magistrats (ja) » (七奉行, Nana Bugyō), comprenant, outre Maehara, trois autres figures de son groupe que sont Yukio Edano, Yoshito Sengoku et Koichirō Genba, ainsi que Yoshihiko Noda, Katsuya Okada et Shinji Tarutoko (qui finit par se rapprocher d'Ichirō Ozawa).

### La mise en pratique de l'héritage de Kōsaka
S'étant doté d'une solide assise locale et du contrôle de la fédération démocrate de Kyōto ainsi que d'un rôle actif dans les luttes d'influences internes du parti, Seiji Maehara commence, à partir de 1999, à remplir des postes au sein de l'exécutif du mouvement qui lui permettent de mettre en pratique ses principales convictions politiques héritées de son ancien professeur à l'université, Masataka Kōsaka. 

#### La lutte pour limiter le poids des travaux publics
Bien qu'ayant fait partie des partisans de Naoto Kan à la présidentielle de septembre 1999, Seiji Maehara est nommé le 1er octobre 1999 par Yukio Hatoyama au sein du premier contre-gouvernement formé par le PDJ, baptisé « Cabinet suivant » ou Next Cabinet (ネクスト・キャビネット, Nekusuto Kyabinetto), chargé de l'entretien des infrastructures. Il le reste jusqu'au 8 septembre 2001. Sa mission consiste alors à contrer les ministres successifs des Transports (Toshihiro Nikai du Parti libéral puis Parti conservateur jusqu'en juillet 2000, ensuite Hajime Morita du PLD) et de la Construction (Masaaki Nakayama du PLD puis Chikage Ōgi du Parti conservateur), puis, après la mise en place de la réforme gouvernementale en janvier 2001, le ministre du Territoire, des Infrastructures et des Transports (Chikage Ōgi). 
De plus, il est chargé de coordonner et de mettre en place la nouvelle Commission d'examen des travaux publics du PDJ, dont Yukio Hatoyama prend officiellement la présidence tandis que Maehara en est le directeur exécutif. Ce groupe de réflexion sur le sujet unit ainsi des universitaires et des militants d'associations dans le but de faire des contre-propositions. Il intervient, au cas par cas, sur plusieurs projets ou grands chantiers publics engagés à l'époque, en se déplaçant régulièrement sur les sites des travaux, notamment concernant les seuils de l'estuaire du fleuve Kiso (préfecture de Mie) et numéro 10 du fleuve Yoshino (préfecture de Tokushima), les polders d'Isahaya (préfecture de Nagasaki) et de Nakaumi (à la limite des préfectures de Shimane et Tottori) ou le barrage de la Kawabe (affluent du fleuve Kuma, préfecture de Kumamoto). Du rapport produit par cette commission sont issues quatre propositions de loi déposées par l'opposition devant la Diète et qui vont définir la position officielle du PDJ en matière de politique de construction : la « proposition de loi fondamentale sur les travaux publics », la « proposition de loi de planification des réductions de dépenses concernant les travaux publics du pays », la « proposition de loi spéciale concernant les subsides généraux accordés aux travaux publics » et la « proposition de loi sur les barrages verts ». Elles prévoient une unification des dépenses des travaux publics ainsi qu'une planification sur le long terme fixant les intérêts spécifiques des chantiers à entreprendre (afin de réaliser uniquement les infrastructures jugées « indispensables »), prévoyant des réductions quantitatives et progressives du budget consacré à ce secteur à un rythme annuel après une phase d'évaluation et mettant en place un nouveau mécanisme de diffusion des informations (afin de rendre les chantiers et leur déroulement plus transparents).
Bien que n'étant plus responsable de ce dossier dans le Cabinet suivant après 2001, il reste par la suite actif sur la question. Il dirige ainsi plusieurs groupes de travail internes au parti tels que la Commission du chemin vers de nouveaux travaux publics d'octobre à décembre 2002 ou de l'Équipe de réflexion sur le projet autoroutier d'octobre 2002 à décembre 2003. Il signe également en août 2003 une pétition de parlementaires contre la construction de l'aéroport de Shizuoka.

#### Le spécialiste de l'opposition des questions de sécurité
Mais il se fait surtout remarquer à partir de 2001 au sein de la classe politique japonaise, et auprès du grand public, en devenant l'un des principaux spécialistes des questions de sécurité et de politique étrangère. Ayant acquis la réputation d'être un « faucon » pour être un ferme partisan de la révision de l'article 9 de la constitution japonaise afin d'y inscrire le droit de recourir à une auto-défense collective, il n'est toutefois pas un nationaliste. Ainsi, il a voté en 1999 contre la loi reconnaissant officiellement le Nisshōki et le Kimi ga yo respectivement comme drapeau et hymne nationaux, il défend l'obtention du droit de vote pour les élections locales aux étrangers résidents, tout particulièrement sud-coréens et s'oppose aux visites de personnalités politiques en responsabilité, dont le Premier ministre, au sanctuaire Yasukuni tant que celui-ci honorera la mémoire de criminels de guerre de classe A et donnera dans son musée une vision bienveillante de l'occupation japonaise dans les autres pays asiatiques avant 1945. 
Fervent pro-américain tout en mettant en garde contre l'évolution vers un monde unipolaire, partisan du traité de sécurité de 1960 (mais dans une relation plus équilibrée) et d'une meilleure coopération entre les deux pays afin de défendre l'archipel nippon et inquiet à l'égard de l'armement de la Chine populaire ou de la Corée du Nord, il met en garde notamment en 2001 contre le fait que « l'aide économique provenant du Japon ne libère la Chine de dépenser son propre argent dans du matériel militaire ». Pour autant, il estime que la stabilité dans la zone Asie-Pacifique passe par un renforcement de la sécurité du pays sans heurter ses voisins. C'est pour cette raison et celle d'une relation plus équilibrée avec les États-Unis qu'il mène le combat du PDJ contre le projet d'un système américano-japonais de défense anti-missile qui entrerait dans le cadre de la National missile defense que l'administration américaine de George W. Bush tente alors de concrétiser. Il se montre en effet très sceptique en la matière tout en rappelant la nécessité de renforcer l'alliance entre les États-Unis et le Japon. Ainsi, en mai 2001, après un discours de George W. Bush précisant son plan de défense anti-missile en Asie alors que Maehara est présent à Washington à la tête d'une délégation démocrate, il déclare : « Pour l'instant, il est important de coopérer avec notre allié. Mais peu à peu, quand il sera question du déploiement du système, le Japon aura des réserves ». Parmi celles-ci, il cite tout d'abord le fait que la mise en place de la défense anti-missile serait « très coûteuse », puis : « Deuxièmement, il y a un problème diplomatique ; nous voulons conserver de bonnes relations avec nos voisins. Et troisièmement, cela fait sans aucun doute partie d'une expansion militaire, ce qui va à l'encontre de l'opinion publique ». Plus tard, il précise que la coopération scientifique et technologique en vue de la mise en place d'un tel système doit se faire d'égal à égal et estime que : « Si le Japon sort perdant du projet ou est exclu de certains champs de son développement, nous devons remettre en question la sagesse de l'échange technologique ». 
Nommé secrétaire général adjoint du PDJ (chargé alors de seconder Naoto Kan) le 8 septembre 2001, il est très vite chargé de mener les négociations au nom du mouvement auprès du gouvernement sur ces questions alors que le système de sécurité et de défense japonais en place depuis la Seconde Guerre mondiale semble plus que jamais devoir être révisé au lendemain des attentats du 11 septembre 2001 aux États-Unis et de l'engagement de ces derniers et de leurs alliés dans une guerre contre le terrorisme. Ainsi intervient-il tout particulièrement au cours des mois d'octobre et novembre 2001 dans le débat engagé sur les projets de lois d'urgences sur le déploiement des Forces d'autodéfense (FAD), devant permettre notamment au gouvernement d'envoyer ces dernières dans des missions de « soutien logistique » et de « reconstruction » en Afghanistan. C'est dans ce contexte qu'il publie sa vision dans l'article « Les relations nippo-américaines font face à leur plus grand test » (日米同盟最大の試練, Nichi-Bei dōmei saidai no shiren) paru dans le magazine mensuel Voice de novembre 2001. Il y appelle explicitement le gouvernement à réviser la Constitution afin d'y introduire le principe de droit à l'auto-défense collective et, tout en soutenant le principe de base des lois d'urgences, il reproche à l'administration de Jun'ichirō Koizumi de ne pas aller assez loin et surtout de ne pas avoir préalablement clarifié par la loi son interprétation de l'article 9 et donc du statut des FAD et du principe fondamental de la sécurité japonaise. Il estime ainsi que l'action du gouvernement est ambigüe et « sape le principe de primauté du droit et menace d'aliéner même les Japonais qui apprécient la nécessité pour le Japon de coopérer avec les États-Unis ». Il appelle également à mieux informer et sensibiliser la population japonaise aux réalités et enjeux d'une alliance telle que celle liant le Japon aux États-Unis, et notamment qu'elle implique une aide réciproque des deux parties lorsque l'une d'entre elles est menacée. Afin de rendre cette relation plus équilibrée, et estimant que les problèmes touchant au droit à l'auto-défense collective du Japon vont se multiplier par la suite, il appelle à la constitution d'un conseil bilatéral entre Tōkyō et Washington chargé du « dialogue stratégique » en la matière,. Il renouvelle cette position dans un autre article paru en novembre 2003 dans le magazine Ronza et intitulé « Une révolution copernicienne des politiques étrangères et de défense » (外交・安保政策のコペルニクス的転回, Gaiko-anpo seisaku no Koperunikusu teki tenkai). Il y précise notamment que le Japon ne doit plus se contenter de son rôle de « bouclier » et de laisser celui d'« épée » aux États-Unis, et propose de doter l'archipel de son propre système antimissile capable de neutraliser d'éventuelles menaces nucléaires (notamment venant de la Corée du Nord) contre son territoire mais aussi contre le sol américain,. 
De retour au Cabinet suivant le 17 décembre 2002, il est chargé jusqu'au 20 septembre 2005 des relations internationales ou de la défense. Il est ainsi tout d'abord ministre suivant de la sécurité nationale (pour contrer le directeur de l'Agence de Défense du premier gouvernement Koizumi, Gen Nakatani puis Shigeru Ishiba, ainsi que les présidents successifs de la Commission nationale de sécurité publique Sadakazu Tanigaki puis Kiyoko Ono) jusqu'au 10 décembre 2003, puis des Affaires étrangères jusqu'au 12 septembre 2004 (contre Yoriko Kawaguchi) et enfin directeur suivant de l'Agence de Défense (contre à nouveau Shigeru Ishiba puis Yoshinori Ōno) jusqu'au 20 septembre 2005. Il participe ainsi activement à l'élaboration des programmes du parti en matière de sécurité et de diplomatie pour les élections législatives de 2003 et de 2005 ainsi que pour le renouvellement de la moitié de la Chambre des conseillers de 2004 (remporté en nombre de voix par le PDJ). Afin de concilier les visions très hétérogènes en matière de politique étrangère au sein de la formation (notamment l'attachement à la Constitution pacifique des anciens du PSJ), il doit modérer ses propos et, afin de relayer la position officielle du parti ainsi que ses convictions en matière d'indépendance nationale et de multilatéralisme, s'oppose à plusieurs décisions diplomatiques des États-Unis. Il est surtout chargé de porter l'opposition du mouvement à la participation des FAD à la coalition menée par les États-Unis en Irak dans le cadre de missions de « reconstructions » tant qu'elle n'aura pas reçu l'approbation de l'ONU, voyant à ce sujet une évolution vers plus d'unilatéralisme de la part de l'administration américaine. Il déclare sur la question : « Je ne vois pas le Japon se séparer des États-Unis dans le futur. Mais nous devons dire aux États-Unis qu'il y a des règles internationales, qu'ils ne peuvent pas tout se permettre simplement parce qu'ils ont le pouvoir ». L'opposition à la guerre d'Irak permet de bénéficier de l'hostilité de l'opinion publique à l'égard de cette dernière et est l'un des principaux facteurs de la victoire démocrate aux élections à la chambre haute de 2004. De même, tout en soutenant une attitude ferme à l'égard de la Corée du Nord, qui s'est retirée en 2003 du traité de non-prolifération nucléaire (TNP), il met en garde contre une éventuelle tentation de gérer cette crise comme l'Irak : « Un des éléments qui fait la différence entre la Corée du Nord et l'Irak reste le fait que la capacité nord-coréenne de représailles est très forte, que ce soit en termes de missiles ou d'armes conventionnelles. Si nous essayons de mener une guerre [contre la] Corée du Nord similaire à celle que nous menons contre l'Irak, cela ne causera pas seulement des dommages énormes au Japon et à la Corée du Sud, tous d'importants alliés des États-Unis en Asie, mais les troupes américaines stationnées en Corée et au Japon souffriront également d'importants dégâts ». Il soutient ainsi un mélange de renforcement de la capacité japonaise de défense antimissile et de négociations dans le cadre des pourparlers à six. Enfin, il défend le déménagement de la base américaine de Futenma, située au milieu d'une zone urbaine densément peuplée à Ginowan sur l'île d'Okinawa, hors du Japon dans la mesure du possible, proposition inscrite dans le programme législatif démocrate de 2003. Il milite de plus pour que la rétrocession au Japon par l'armée des États-Unis des infrastructures de Ginowan, telle que prévue dans un accord signé entre Tōkyō et Washington en 1996, se fasse rapidement.

## Chef de l'opposition (2005-2006)

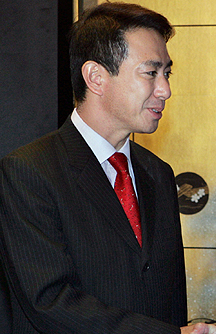
Seiji Maehara le 21 novembre 2005

### Élection
Après la large défaite du PDJ aux élections législatives du 11 septembre 2005 (passant de 179 à 113 députés sur 480), son président Katsuya Okada annonce sa démission quatre jours plus tard et l'élection de son successeur est organisée le 17 septembre. Seiji Maehara se porte rapidement candidat sur le thème de la rupture générationnelle face à Naoto Kan. Sa candidature est portée essentiellement par le « Comité pour un PDJ de seconde génération » (et donc par les groupes Maehara-Edano et Noda) et le groupe des « Sept magistrats » (et donc une partie des conservateurs libéraux modérés de la faction de Tsutomu Hata) ainsi que par les ex-PDS menés par Tatsuo Kawabata. 
Bien qu'il ne soit pas le favori face à un Naoto Kan qui bénéficie de ses deux expériences passées à la tête du parti, de sa popularité toujours forte, de ses talents de débatteur et de l'investiture des quatre principales factions (la sienne ainsi que celles de Yukio Hatoyama, d'Ichirō Ozawa et des anciens socialistes), Seiji Maehara est élu à la suite d'un scrutin serré. Il obtient ainsi 96 voix de parlementaires contre 94 à Kan et 2 bulletins nuls. Il est chargé de finir le mandat commencé par Okada qui court jusqu'en septembre 2006. 
Âgé de seulement 43 ans, son élection est assez largement saluée par la presse comme le symbole d'une volonté de changement de la part de l'opposition. L’Asahi Shimbun le compare tout particulièrement à Tony Blair qui avait sensiblement le même âge que lui (41 ans à l'époque) lorsqu'il est devenu le chef du Parti travailliste et de l'opposition au Royaume-Uni en 1994. Dans un souci d'unité, il nomme deux vétérans ayant soutenu son adversaire lors de la présidentielle à des postes clés : Yukio Hatoyama devient ainsi secrétaire général et Hirotaka Akamatsu (ancien socialiste) est vice-président. Mais l'exécutif voit également une arrivée massive de représentants de la jeune garde. Il nomme ainsi son allié Yoshihiko Noda (48 ans) comme président du Conseil des Affaires de la Diète, Takeaki Matsumoto (46 ans), autre membre de la faction Noda, à la tête du Comité de recherche politique ou Kōichirō Genba (41 ans) au poste de secrétaire général adjoint.

### Une nouvelle stratégie d'opposition: leTaian Rosen
Mettant la défaite des législatives de 2005 sur le compte de l'incapacité supposée du PDJ à offrir une alternative crédible aux politiques gouvernementales, il définit une nouvelle stratégie d'opposition. Baptisée « Route des contre-propositions » (対案路線, Taian Rosen), elle consiste à ne pas se contenter de réagir aux projets ou propositions de loi déposés par la majorité en s'y opposant ou en y émettant des réserves, mais à présenter à chaque fois des contre-propositions précises afin de démontrer la capacité à gouverner du principal parti d'opposition,. Seiji Maehara appelle également à réduire la dépendance des démocrates vis-à-vis de la Confédération des syndicats ouvriers japonais (plus connue sous le nom de Rengō), principale centrale syndicale professionnelle du Japon qui fournit un soutien matériel et humain aux candidats du PDJ depuis 1998. Pour lui, cette dépendance est à l'origine de la difficulté de définir des contre-propositions notamment concernant la privatisation postale (défendue alors par Maehara et l'essentiel de la direction du parti, mais selon des modalités différentes du projet avancé par le PLD de Jun'ichirō Koizumi) fermement critiquée par les syndicats du secteur public qui constituent une composante importante de la confédération. Cette prise de distance est également souhaitée dans le but d'élargir la base du mouvement en renforçant sa coopération avec les groupes de soutiens particuliers des parlementaires et des élus locaux. Il crée également au sein du Cabinet suivant un portefeuille tout spécialement chargé de la réforme postale qu'il confie à Kazuhiro Haraguchi, un jeune député (46 ans) issu de la faction Hata et connu du grand public pour ses apparitions répétées dans les médias. Celui-ci présente les contre-propositions du PDJ en la matière, selon la nouvelle stratégie du parti, le 27 septembre 2005. Elles comprennent le maintien du système national de distribution du courrier et de la fonction de paiement des factures des comptes épargnes postaux (en la confiant toutefois à une nouvelle compagnie et tout en reprenant la promesse de campagne de réduire le plafond de ces comptes de 10 à 7 millions de yens dès l'année fiscale 2006 et à terme à 5 millions en suspendant tout nouveau dépôt à partir d'octobre 2007 à l'exception de ceux servant à un paiement) ainsi que la suppression de l'assurance postale au plus tôt en octobre 2007 pour transférer cette fonction à plusieurs petites sociétés. Concernant d'autres sujets faisant l'actualité politique à la fin de l'année 2005 et au début 2006, il critique vivement la décision du Cabinet d'autoriser à nouveau l'importation de viande bovine américaine (arrêtée en 2003 à la suite de l'apparition de cas d'encéphalopathie spongiforme bovine en Amérique du Nord, le marché est rouvert, sous certaines conditions, en décembre 2005 avant d'être à nouveau arrêté en janvier 2006 du fait de la découverte d'un chargement de bœuf américain ne respectant pas les restrictions sanitaires japonaises) et demande la démission du ministre de l'Agriculture Shōichi Nakagawa. Il soutient l'ouverture du droit de succession au trône du chrysanthème aux femmes de la famille impériale et à leur descendance. 
Il provoque rapidement des critiques de la part de l'aile gauche du parti en raison de ses positions en matière de politique étrangère, tout particulièrement à la suite d'une série de déclarations en décembre 2005 concernant la république populaire de Chine. Ainsi, le 8 décembre 2005, lors d'une conférence donnée au Center for Strategic and International Studies à Washington, il estime que l'armement de la Chine constitue « une menace réelle » pour le Japon et nécessite une réforme urgente de la Constitution japonaise afin de permettre à l'archipel d'exercer un droit à l'auto-défense collective et de développer les moyens de défendre ses routes maritimes. Cela lui vaut une contestation interne au sein du mouvement, toujours divisé au sujet de la réforme constitutionnelle, mais aussi du gouvernement chinois qui décide d'annuler une rencontre prévue à Pékin entre Maehara et Hu Jintao. La révélation que Koizumi l'aurait approché afin de former une Grande coalition provoque également une levée de boucliers dans l'opposition. Le 17 décembre suivant, Seiji Maehara tente de calmer la situation lors de la convention nationale du parti. Il précise alors que : « Je ne soutiens pas une politique hostile à l'égard de la Chine et je crois que la Chine n'a pas l'intention d'attaquer un jour le Japon. Mais il faut envisager des hypothèses différentes [afin de prévenir contre des questions urgentes en cas de] problèmes posés entre la Chine et Taïwan. [...] Il y a aussi une possibilité que des frictions et affrontements aient lieu [entre le Japon et la Chine] au sujet d'intérêts [territoriaux] dans l'océan ». Il critique à la même occasion la politique étrangère du gouvernement de Jun'ichirō Koizumi, l'accusant de favoriser l'alliance avec les États-Unis (jugeant qui plus est cette relation comme trop inégalitaire) au détriment de la coopération asiatique et même de mettre en danger cette dernière par ses visites annuelles au sanctuaire Yasukuni. Il s'oppose de plus à tout recours à la force des FAD à l'extérieur tant que la Constitution n'aura pas été réformée. Il promet d'essayer d'arriver à un compromis afin de préciser la position officielle du parti sur les principaux sujets politiques d'ici juin 2006 et affirme en janvier que, s'il n'arrivait pas à atteindre cet objectif, qu'il ne se représenterait pas au poste de président à l'élection de septembre 2006. 

### L'affaire du «faux e-mail» et la démission
Après l'ouverture de la 164e session de la Diète le 20 janvier 2006, le PDJ, sous la direction de Seiji Maehara, concentre ses attaques contre le PLD sur le scandale touchant le fournisseur d'accès d'internet Livedoor et son dirigeant Takafumi Horie, appuyant sur la proximité de ce dernier avec le parti majoritaire. Horie, qui fut candidat aux 2005 comme indépendant mais avec le soutien de la direction du PLD contre le « rebelle postal » Shizuka Kamei dans le 6e district de la préfecture de Hiroshima, est arrêté le 23 janvier 2006 pour une manipulation boursière qui impliquerait son entreprise. Mais l'affaire se retourne contre le PDJ plus qu'elle ne dessert la majorité. 
Le 16 février 2006, un député démocrate, Hisayasu Nagata, déclare lors d'une réunion de la Diète avoir en sa possession un e-mail qu'il dit être signé de Horie et dans lequel celui-ci demande que Livedoor verse 30 millions de yens à l'un des fils de Tsutomu Takebe, alors secrétaire général du PLD. Si l'intéressé et la majorité démentent, tandis que le bureau des procureurs publics du district de Tōkyō (chargés de l'enquête) déclare le jour même ne pas savoir si cet e-mail existe véritablement et si les accusations de Nagata sont vraies et que des inquiétudes s'élèvent à l'intérieur même du PDJ quant à la difficulté de prouver l'authenticité du message électronique, Maehara soutient les déclarations de son parlementaire, affirmant : « Cela va devenir un problème plus important. Il sera progressivement montré que le PLD a déçu les électeurs et les actionnaires en jouant avec les mauvaises affaires de Livedoor ». Cinq jours plus tard, il annonce que le parti s'est lancé à la recherche d'autres informations pouvant prouver une éventuelle collusion entre le PLD et Livedoor. Mais le 28 février suivant Nagata doit admettre que le courrier électronique en question était un faux, poussant les dirigeants du PDJ à présenter leurs excuses devant les médias, les parlementaires, les fédérations locales et les militants. 
Les appels à la démission de Seiji Maehara se multiplient au cours du mois de mars et sa popularité, ainsi que celle du parti, chute : un sondage de la fin du mois fait état de seulement 1 % des personnes interrogées le préférant pour succéder à Jun'ichirō Koizumi comme Premier ministre, et uniquement 2 % parmi les sympathisants démocrates. Une autre étude publiée à la mi-mars par le Yomiuri Shimbun parle d'un taux de soutien de 11,1 % pour le PDJ contre 42,3 % au PLD. Seiji Maehara finit par annoncer sa démission le 31 mars 2006, déstabilisant d'autant plus un parti d'opposition en crise depuis sa défaite aux législatives de 2005. Il est remplacé le 7 avril 2006 par Ichirō Ozawa (qui se montrait très critique à son égard depuis plusieurs mois et ne cachait pas son ambition de se présenter à la prochaine élection présidentielle du parti), élu par 119 voix de parlementaires contre 72 à Naoto Kan. 

## Un opposant d'Ichirō Ozawa au sein du PDJ (2006-2009)

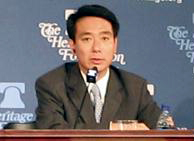
Seiji Maehara à un forum du think tank conservateur américain The Heritage Foundation le 1er mai 2007

Dans les mois suivant sa démission, Seiji Maehara se montre plus discret et n'occupe aucune fonction d'importance que ce soit à la Diète ou au sein du parti. Avec Yoshihiko Noda et le « Comité du PDJ de deuxième génération », ils décident de n'investir aucun candidat à l'élection de la présidence du mouvement de septembre 2006 et Ichirō Ozawa est réélu sans aucun opposant face à lui pour un mandat plein de deux ans. Le poste de vice-président lui est alors proposé, mais il décline l'offre. Il cantonne ses quelques déclarations à ses sujets de prédilection, à savoir les affaires étrangères et la sécurité, domaines dans lesquels il semble parfois plus souvent se rapprocher des positions de la majorité (notamment après l'élection au poste de Premier ministre en septembre 2006 de Shinzō Abe, avec lequel il entretient des bons rapports et partage certains points communs dans leurs visions de la réforme constitutionnelle et de la politique étrangère) que des positions officielles de la direction. 

### Proche d'Abe, loin d'Ozawa?
Il intervient notamment dans le cadre du débat national lancé par Shinzō Abe en octobre 2006 sur les moyens de se défendre (y compris la possibilité de doter le Japon d'un arsenal nucléaire, ce que toutefois peu d'hommes politiques, y compris Abe et Maehara, envisagent, restant attachés aux trois principes anti-nucléaires de la politique du pays) dans un contexte marqué par le premier essai nucléaire souterrain nord-coréen du 9 octobre. Ainsi, lors d'une réunion de la commission des Affaires étrangères de la Chambre des représentants du 27 octobre 2006, Seiji Maehara cite quatre raisons pratiques expliquant pourquoi le Japon ne doit pas se doter d'armes nucléaires. Pour lui, cela saperait tout d'abord le système actuel du TNP qu'il veut maintenir afin d'empêcher les terroristes d'acquérir du matériel nucléaire. Ensuite, le retrait du Japon du TNP entraînerait potentiellement la mise en place de sanctions économiques contre le pays. De plus, il estime que l'archipel ne dispose pas de site où mener des essais nucléaires. Et enfin cela forcerait le Japon à se préparer à réorganiser sa relation en matière de sécurité avec les États-Unis étant donné que ces derniers seraient probablement peu réceptifs à l'idée d'une possession par le Japon d'armes nucléaires. Il se met qui plus est en porte-à-faux sur le sujet avec la position officielle de la direction du PDJ qui s'oppose à l'application de la « loi concernant les mesures pour assurer la paix et la sécurité du Japon en fonction des situations dans les territoires voisins du Japon » (votée en 1998, elle fixe les six conditions de participation à des sanctions et missions de surveillance des FAD dans la région Asie-Pacifique) telle que proposée par le gouvernement, alors que Maehara la soutient. Une application de cette loi permettrait à la force maritime d'autodéfense de patrouiller dans le cadre de la résolution 1718 adoptée par le Conseil de sécurité des Nations unies le 14 octobre 2006.
Il s'oppose également par la suite à la stratégie de confrontation permanente et de rejet quasi systématique de tous les textes avancés par le gouvernement mise en place par Ozawa en s'alignant en la matière sur le PSD et le PCJ. Ainsi critique-t-il le refus démocrate du projet de loi sur le référendum national (qui prévoit la tenue d'une consultation populaire sur la réforme constitutionnelle d'ici 2011, un des chevaux de bataille d'Abe mais aussi, sous certains aspects, de Maehara) sans avoir véritablement négocié et alors que les visions avancées par le PLD et le PDJ ne différaient pas véritablement l'une de l'autre sur la question (la seule véritable nuance apportée par les démocrates dans leur contre-proposition de loi consistait à appliquer la loi référendaire à tous les projets législatifs d'importance et non uniquement à l'amendement de la constitution). Seiji Maehara voit dans cette attitude un éloignement de l'« idéal démocrate » d'origine en se rapprochant trop de la gauche et en favorisant l'affrontement plutôt que le débat d'idées. Il ne peut toutefois pas participer au vote à la Chambre des représentants (qui vote le texte) le 13 avril 2007, étant alors en déplacement en Australie (du 11 au 17 avril). 
Après le renouvellement de la moitié de la Chambre des conseillers du 29 juillet 2007, qui voit l'opposition emmenée par le PDJ devenir majoritaire à la chambre haute, Maehara appelle à ce que son camp en profite pour démontrer sa capacité de gouvernement en tentant de faire adopter ses propres propositions plutôt que de s'orienter vers une obstruction parlementaire. Il apporte de plus dans les jours qui suivent son soutien au projet gouvernemental de prolonger la loi exceptionnelle de 2001 concernant la mission de ravitaillement en carburant dans le golfe Persique de la coalition internationale engagée en Afghanistan effectuée par les Forces maritimes d'autodéfense, et alors qu'Ozawa venait d'annoncer qu'il comptait s'y opposer. Maehara estime en effet que : « Si vous pensez à la relation nippo-américaine, il est important pour le Japon de participer au combat contre le terrorisme ». Toutefois, il critique dans le même temps la gestion politique et le manque de contrôle civil de la part du ministère de la Défense (l'accusant de corruption, de manque de transparence, ou citant certaines erreurs tels que le décalage entre 200 000 et 800 000 gallons de carburant livré ou la disparition de journaux de bord, entre autres) et reconnaît que cela puisse justifier une opposition au renouvellement de la mission.
Quoi qu'il en soit, ses prises de distance répétées avec la ligne fixée par la direction du PDJ et certains points communs partagés avec Abe en matière de politique constitutionnelle, étrangère et de sécurité poussent certains médias et analystes (tels que le professeur à l'université de Tokyo Takashi Mikuriya, le critique Tetsuya Miyazaki ou l'éditorialiste Masao Yora du Mainichi Shimbun) à envisager sa défection de l'opposition pour rejoindre la majorité et même sa nomination au poste de ministre de la Défense. Pourtant, il dément bientôt ces rumeurs et finit par accepter le poste de vice-président du parti offert par Ozawa le 31 août 2007. Il défend par la suite l'idée d'une Grande coalition entre le PDJ et le PLD, un temps envisagée par Ozawa avant qu'il ne se rétracte devant une levée de boucliers à l'intérieur du parti qui a manqué de le forcer à démissionner.

### Un opposant actif, mais jamais un adversaire
Son entrée dans la direction du PDJ (à un poste toutefois plus honorifique que réellement exécutif) ne l'empêche pas de continuer à discuter avec des membres de l'aile réformatrice du PLD (tels Shinzō Abe, Yuriko Koike, Kaoru Yosano ou Shigeru Ishiba) et à critiquer l'action d'Ichirō Ozawa, y compris sur des questions de politique intérieure. Ainsi, au début du mois d'avril 2008, il participe à une réunion organisée par l'ancien Premier ministre Jun'ichirō Koizumi et comprenant des hommes politiques partageant des idées réformistes et libérales ainsi que des chefs d'entreprise. Le but est de créer un groupe de réflexion se rencontrant régulièrement pour discuter de l'avenir politique du pays. Koizumi y présente Maehara ainsi que Koike, également présente, comme « deux candidats [potentiels] au poste de Premier ministre ». 
Il critique ouvertement la stratégie d'opposition d'Ozawa et certaines mesures incluses dans le programme législatif du PDJ, et se pose comme un probable candidat à la présidence du mouvement aux élections internes devant se tenir en septembre 2008, dans deux articles rédigés en juin 2008. Le premier, paru dans le magazine Voice, s'attaque à la situation dite de la « Diète divisée » (ねじれ国会, Nejire Kokkai), dont il juge tant son parti que la majorité responsables, le premier pour avoir favorisé l'obstruction systématique à tout projet gouvernemental (notamment au sujet de la reconduction d'une taxe extraordinaire sur l'essence ou de la réforme du système de soins aux personnes âgées) plutôt que l'intérêt national et la seconde pour ne pas discuter assez ni prendre en compte les propositions de l'opposition. Il affirme que les deux grands partis japonais disposent tous deux d'éléments « réformistes » et « conservateurs », et donne un avis plutôt positif sur la politique menée de 2001 à 2005 par Koizumi et son ministre Heizō Takenaka. En effet, il écrit : « La direction et le sens des réformes Koizumi-Takenaka sont complètement corrects ». Toutefois, il leur reproche également de ne pas être allé assez loin en raison surtout des interférences causées dans le processus d'application par la bureaucratie, et reconnaît que Koizumi aurait dû être plus attentif au creusement des inégalités sociales et au besoin de dépenser plus dans le système de santé. Le deuxième article est une conversation avec Kaoru Yosano, un parlementaire libéral-démocrate, connu pour être un « faucon fiscal » favorable au contrôle strict des dépenses et à une réforme de l'impôt (notamment à l'augmentation de la taxe sur la consommation), publiée dans le numéro de juillet du mensuel Chūōkōron. Les deux hommes insistent sur leurs points communs idéologiques. Maehara y réaffirme l'importance de contrôler les dépenses, notamment en luttant contre l'inflation des grands chantiers de travaux publics ou en révisant le système fiscal, et de mettre l'accent sur la réduction du poids de la bureaucratie. Il dit également sa désapprobation à l'égard de plusieurs points du programme électoral du parti rédigé sous la direction d'Ichirō Ozawa pour les élections à la chambre haute de 2007 et repris pour les législatives à venir, notamment les compensations financières promises aux agriculteurs souffrant d'une baisse générale de leurs revenus ou le projet d'allocation versée aux ménages pour chaque enfant scolarisé jusqu'au collège, trouvant ces mesures trop coûteuses (les dépenses supplémentaires qu'elles généreraient étant estimées à environ 18 billions de yens) face à l'importante dette publique du Japon. Il affirme ainsi que : « Il sera impossible de générer les fonds [pour financer ces promesses] par la seule réforme administrative » et appelle à un « changement complet de la direction » du PDJ comme seul capable d'assurer un « gouvernement décent ». Quelques jours plus tard, le 9 juillet 2008, lors d'un colloque assuré encore une fois conjointement avec Kaoru Yosano, il déclare : « Je ne rejette pas la pensée du parti, mais le programme devrait être mieux fait », et définit trois thèmes centraux à développer pour la prochaine élection présidentielle du PDJ : la forme et la manière du processus de décentralisation, la place des Nations unies dans la position du parti sur les questions de sécurité et la manière de financer les promesses électorales. 
Finalement, Seiji Maehara renonce le 6 août 2008 à se présenter contre Ichirō Ozawa face au peu de chance dont il dispose de l'emporter (le président sortant conserve le soutien de la plupart des factions, à l'exception de celles de Maehara et de Yoshihiko Noda). Il continue néanmoins à appeler à ce qu'il y ait plusieurs candidats et que la campagne interne soit l'occasion de discuter du contenu du programme électoral. Toutefois, tous les autres challengers potentiels d'Ozawa (Katsuya Okada, Yukio Edano et Yoshihiko Noda) ayant également jeté l'éponge, ce dernier est réélu sans aucune opposition le 21 septembre 2008. Après la dissidence de deux parlementaires démocrates, Hideo Watanabe et Yasuhiro Ōe, et la formation par ces derniers le 29 août 2008 d'un petit parti (le Club Kaikaku) se fixant pour but de lutter contre les déséquilibres causés par le Nejire Kokkai en collaborant étroitement avec la majorité, Maehara, tout en écartant toute hypothèse qu'il quitte lui-même le parti, dit vouloir « jouer mon rôle en tant que pont entre le groupe de Watanabe et le PDJ ».
Après l'arrivée de Tarō Asō à la présidence du PLD et au poste de Premier ministre à la fin du mois de septembre 2008, il retrouve une attitude beaucoup plus offensive et critique à l'égard de la majorité. Il est notamment à l'origine d'un échange houleux avec cette dernière lors d'une séance de la Commission du Budget de la Chambre des représentants du 4 février 2009. Dans une question posée au Premier ministre Tarō Asō, il qualifie ce dernier d'« escroc » et de « voleur fiscal » pour avoir promis qu'1 million de yens issus des revenus des taxes routières devraient être alloués aux gouvernements locaux officiellement sans restriction d'utilisation (selon une réforme pour libérer l'usage de ces revenus engagée par le précédent chef de gouvernement, Yasuo Fukuda) alors qu'en pratique cet argent semble devoir être avant tout destiné à financer les projets de travaux publics. Seiji Maehara prend alors Asō à partie : « De mon point de vue, vous, Monsieur le Premier ministre Asō, êtes un récidiviste de la fraude "Yaru Yaru" ["Je vais le faire, je vais le faire"]. Vous dites que vous allez organiser des élections, et vous ne le faites pas. Vous dites que vous allez libérer les impôts portant sur les routes, et vous ne le faites pas. Ce n'est rien d'autre que de la fraude ». Son intervention lui vaut un rappel à l'ordre du président de la commission, le PLD Seishirō Etō, tandis que Tarō Asō, lui-même connu pour ses dérapages verbaux, lui répond : « La fraude est un crime. Nous devrions tous deux faire attention et modérer nos propos. Je comprends ce que vous ressentez, mais la fraude est une infraction pénale ». Mais le Premier ministre ayant refusé de répondre sur le fond à sa question, Maehara rétorque par une nouvelle attaque : « C'est complètement absurde. Si c'est là le seul type de réponse que vous pouvez donner, vous devriez tout aussi bien simplement rentrer chez vous et dormir. Vous devriez avoir honte de vous [...] Vous êtes un voleur d'impôt ! ». 
Après l'arrestation en mars 2009 du secrétaire en chef d'Ichirō Ozawa pour avoir accepté illégalement de l'argent d'un grand groupe de construction et la baisse dans les sondages du PDJ alors que jusqu'alors il semblait certain d'emporter les prochaines législatives, il critique les excuses apportées par Ozawa et sa décision dans un premier temps de se maintenir à la présidence malgré ce scandale. Maehara déclare ainsi devant un groupe de partisans à Kyōto : « Même si cela était légal, ce serait un problème que ce soit acceptable d'accepter cette quantité d'argent [au moins 3 millions de dollar américains]. Ce montant serait inconcevable pour moi ». Lorsque Ozawa finit par démissionner le 11 mai 2009, il fait office de candidat à l'élection présidentielle devant se tenir cinq jours plus tard mais décide plutôt de soutenir Katsuya Okada contre celui qui se présente dans un souci de continuité avec la direction sortante, Yukio Hatoyama. Le premier est battu par le second, qui l'emporte par 124 voix de parlementaires contre 95. Seiji Maehara conserve la vice-présidence du parti et est actif dans la campagne pour les élections législatives du 30 août 2009.

## Ministre du Territoire, des Infrastructures, des Transports et du Tourisme (2009-2010)

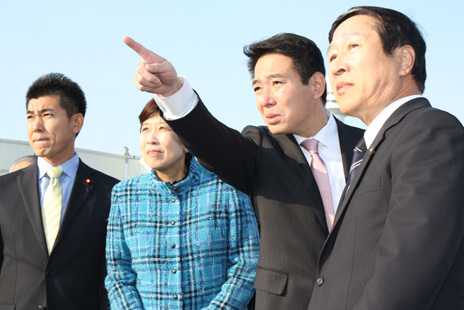
Seiji Maehara (2e à g.) observant les îles Habomai en tant que ministre d'État pour Okinawa et les Territoires du Nord depuis le cap Nosappu à Nemuro sur Hokkaidō. À ses côtés, Kenta Izumi et Hiroko Nakano.

Après la nette victoire du PDJ, qui obtient à lui seul la majorité absolue à la Chambre des représentants avec 308 sièges sur 480, Seiji Maehara est nommé dans le premier Cabinet démocrate de l'histoire du Japon formé le 16 septembre 2009 par Yukio Hatoyama. Il obtient ainsi le poste de ministre du Territoire, des Infrastructures, des Transports et du Tourisme ainsi que celui de ministre d'État pour Okinawa et les Territoires du Nord (ce qui lui permet d'intervenir également dans la politique étrangère, son champ de compétence pouvant toucher la dispute territoriale avec la Russie concernant les îles Kouriles ou l'épineuse question du déménagement de la base américaine de Futenma sur Okinawa que la nouvelle administration souhaite voir se faire hors de l'île voire définitivement hors du Japon) ainsi que pour la Gestion des catastrophes. Il abandonne toutefois ce dernier portefeuille le 12 janvier 2010 au profit du président de la Commission nationale de sécurité publique Hiroshi Nakai. Après le remplacement de Yukio Hatoyama par Naoto Kan le 8 juin 2010, il est reconduit aux Transports ainsi que comme ministre d'État pour Okinawa et les Territoires du Nord. Il est le benjamin du Cabinet jusqu'à la nomination de Yukio Edano (de deux ans son cadet) en février 2010 puis de Renhō (plus jeune de cinq ans) en juin suivant. Son action a surtout été marquée par l'annulation de plusieurs projets de grands travaux afin de faire des économies, sa politique en matière de transport aérien, la promotion de la technologie japonaise à l'étranger et la gestion des autoroutes. 

### La lutte contre les «gaspillages»
Dès le lendemain de sa prise de fonction, le 17 septembre 2009, et dans le but de réduire l'« État construction » en luttant contre les « gaspillages » comme voulu de longue date par Maehara et le PDJ, il annonce dans une conférence de presse l'arrêt de la construction de deux importants barrages : ceux de Yanba dans la préfecture de Gunma et de la Kawabe dans celle de Kumamoto. Finalement, le processus de révision du budget supplémentaire de 13,93 billions de yens (environ 105 milliards d'euros, voté par la précédente majorité à la fin du mois de mai pour l'année fiscale 2009 afin de financer le troisième plan de relance du gouvernement Asō), dans le but d'en réorienter pour environ 3 billions de yens (22,6 milliards d'euros), aboutit le 9 octobre 2009 à l'annonce de la suspension de plusieurs chantiers de barrage. Ce sont ainsi 48 projets sur les 56 menés par le gouvernement central et l'Agence japonaise de l'eau qui doivent être gelés (c'est-à-dire ne devant pas rentrer dans de nouvelles phases de construction, qui sont fixées par la loi au nombre de quatre : l'acquisition de terrain, la construction d'équipements pour reloger les populations affectées, le détournement des cours d'eau concernés et la construction du barrage en elle-même) au minimum pour le reste de l'année fiscale 2009 devant se terminer le 30 mars 2010. Les deux chantiers de Yanba et Kawabe-gawa sont alors les seuls prévus pour être définitivement arrêtés, ceux de Rumoi sur Hokkaidō et de Kinokawa-Ozeki dans la préfecture de Wakayama doivent voir terminer la phase de construction en cours sans le passage par la suite à une nouvelle étape, tandis que le ministère se réserve le droit d'envisager de finaliser ou non lors de l'année fiscale 2010 16 de ces projets qui ont déjà atteint leur phase finale de réalisation. Cela représente une économie de 917 milliards de yens, soit la plus importante parmi l'ensemble des ministères. Mais cela entraîne également une certaine opposition des municipalités concernées par ces projets, qui pour eux signifiaient la construction de nouveaux quartiers, l'obtention de subventions et la création d'emplois, tandis qu'ils critiquent également le fait que le ministre ait pris sa décision sans avoir discuté avec eux. Un sondage de l'agence Kyodo News mené auprès de 44 de ces communes montre que 68,2 % d'entre elles s'opposent au gel des chantiers. 
Le plus important chantier interrompu reste celui du barrage de Yanba, dont le coût total était estimé à 460 milliards de yens (parmi lesquels 321,7 milliards, soit environ 2,4 milliards d'euros [réf. nécessaire], déjà déboursés). Il s'agit aussi de celui ayant provoqué la plus forte contestation, celle des habitants du bourg voisin de Naganohara, qui décident de boycotter la première visite effectuée par le ministre sur le site à la fin du mois de septembre 2009, et de l'opposition libérale-démocrate. Les riverains obtiennent finalement l'assurance de la nouvelle administration que les travaux de désenclavement et de relogement des populations déplacées, représentant un coût de 76 milliards de yens, seraient menés à terme, et qu'une compensation financière de quelque 160 milliards de yens serait versée à la préfecture de Gunma et aux autorités des collectivités locales, poussant certains observateurs nationaux ou internationaux, comme le New York Times, à se demander s'il ne serait pas revenu moins cher de terminer simplement le chantier.
Le budget pour l'année fiscale 2010 (voté début mars et entré en vigueur le 1er avril) entérine cette réorientation budgétaire réalisée au détriment de la politique de grands travaux. Ainsi, s'il établit un montant record de 92,3 billions de yens (704 milliards d'euros), soit 53,5 billions (410 milliards d'euros) de dépenses générales de l'État, il diminue de 18,3 % les sommes prévues pour les travaux publics tout en augmentant de 10 % les prestations sociales.

### Une réorganisation des transports aériens
Seiji Maehara estime que les politiques antérieures, liées au principe de l'« État construction », ont abouti à l'édification de trop de petits aéroports se concurrençant les uns les autres et voués au déficit, défavorisant les plus grosses plateformes face à leurs rivales internationales et déstabilisant les compagnies aériennes nationales qui doivent se répartir en trop de destinations différentes. 
Dans une conférence de presse du 12 octobre 2009, Seiji Maehara estime qu'« il n'y a pas de hub au Japon à l'heure actuelle » et que ce rôle est essentiellement rempli par l'aéroport international d'Incheon en Corée du Sud. Et pour lui, cela est dû au fait de la séparation à Tōkyō entre vols intérieurs se concentrant à Haneda et vols internationaux surtout orientés vers Narita. Il affirme vouloir casser cette tendance en faisant de l'aéroport international de Tōkyō-Haneda la nouvelle grande plate-forme de correspondance du Japon : « En supprimant le principe de mettre à part le domestique et l'international, nous aimerions tendre progressivement vers la transformation de Haneda en un aéroport international pouvant opérer 24 heures [sur 24] ». Il espère ainsi qu'environ 60 000 des 110 000 fenêtres de départ et d'arrivée supplémentaires créées par l'ouverture en octobre 2010 du quatrième terminal de l'aéroport seront allouées à des vols internationaux (portant leur nombre total à 90 000). 
Si cette idée est notamment soutenue par le président du syndicat patronal Keidanren, Fujio Mitarai, elle est diversement accueillie par les exécutifs locaux. La plus vive opposition vient du gouverneur de la préfecture de Chiba (où est situé Narita), Kensaku Morita. Pour sa part, le gouverneur de la préfecture d'Ōsaka, Toru Hashimoto, appelle à la constitution de deux hubs au Japon : l'un à l'est à Tōkyō, et l'autre à l'ouest autour de l'aéroport international du Kansai. Devant la levée de boucliers, Seiji Maehara doit préciser dans les jours qui suivent la présentation de son projet que « cela ne signifie pas le transfert [total] des vols internationaux de Narita à Haneda », juste la diversification et l'ouverture à l'international de ce dernier afin de faire face à une hausse probable du trafic aérien, obtenant finalement la compréhension de Kensaku Morita à ce sujet le 14 octobre,. D'ailleurs, le 28 mars 2010, le nombre de fenêtres de départ et d'arrivée à Narita est augmenté, passant de 200 000 à 220 000 tandis que le gouvernement entame des négociations avec les municipalités pour les porter à terme à 300 000. 
Quoi qu'il en soit, un accord de libéralisation des flux aériens signé entre les États-Unis et le Japon en décembre 2009 (offrant aux voyageurs plus de choix et augmentant la concurrence sur le trafic trans-Pacifique) consacre le projet d'augmenter les vols internationaux à Haneda. Après son entrée en vigueur en avril 2010, le département des Transports des États-Unis annonce dès le mois suivant qu'il va permettre à Delta Air Lines, American Airlines et Hawaiian Airlines d'ouvrir des lignes vers Haneda. De même, au printemps 2010, le rapport sur l'aviation et le tourisme du Conseil de la stratégie de croissance du ministère, large groupe de réflexion unissant politiques, hauts fonctionnaires et acteurs des secteurs concernés, chargé de définir les principaux axes de la politique à mener, reprend plusieurs des propositions de Maehara concernant l'ouverture à l'international de Haneda : passage à 90 000 fenêtres d'arrivée et de départ de ou vers l'étranger à partir de l'ouverture du nouveau terminal en octobre 2010 et dans le même temps sa mise en service 24 heures sur 24. 
Concernant l'aéroport international du Kansai, qui connaît une situation financière difficile, il envisage d'intégrer la gestion de ce dernier à celle de l'aéroport international d'Ōsaka, transformé pour l'occasion en une société cotée en bourse, à travers une holding publique. Les droits d'exploitation des terrains des deux aéroports de la région d'Ōsaka seraient également vendus au secteur privé. Il présente ce projet le 25 avril 2010 à Toru Hashimoto, qui l'approuve. Il est également prévu d'accueillir des compagnies aériennes à bas prix. Plus généralement, afin de lutter contre le nombre croissant des aéroports en déficit, il décide, à l'instar de ce qui est fait concernant les travaux publics, de diminuer les nouveaux investissements coûteux, critiquant notamment le système du compte de développement des aéroports (contenant les fonds réservés à l'amélioration des aéroports régionaux). Ainsi, dans une conférence de presse du 20 août 2010, il déclare : « Nous allons revoir le système des comptes de développement des aéroports et arrêter pour l'essentiel la construction de nouveaux aéroports ».
Pour ce qui est du tourisme, le rapport de mai 2010 du Conseil de la stratégie de croissance du ministère propose de renforcer les structures de l'Organisation nationale japonaise du tourisme (JNTO) avec des quotas et des prix en espèces, un système de paiement à la performance, l'utilisation de nouveaux médias (notamment d'un blog et d'un compte twitter), le renforcement de la coopération entre les bureaux à l'étranger de la JNTO, la simplification des démarches administratives des touristes, l'amélioration de leur accueil par des infrastructures et une administration plus orientée vers la culture japonaise. Enfin, il prévoit de créer un poste de « consul de promotion des ventes » dans les principales représentations diplomatiques à l'étranger du Japon afin de mieux vendre la destination. 
Mais Seiji Maehara se fait surtout remarquer à l'intérieur autant qu'à l'étranger pour son rôle dans le sauvetage de la compagnie aérienne internationale Japan Airlines (JAL). En novembre 2009, celle-ci a annoncé une « perte gigantesque » au premier trimestre de son année comptable 2009-2010 : sa perte nette s'élève à 131,2 milliards de yens (1,31 milliard de dollars américains). Le Premier ministre Yukio Hatoyama et son ministre Seiji Maehara confient alors à un groupe de cinq dirigeants d'entreprises privées puis à l’Enterprise Turnaround Initiative Corp. (un fonds d'investissement quasi gouvernemental ayant accès jusqu'à 1,6 billions de yens garantis par l'État et chargé de racheter les dettes d'entreprises en difficultés) le soin de définir un plan de secours. Il finit pourtant en janvier 2010 par rejeter les offres d'introduction dans le capital de la compagnie de deux de ses concurrentes américaines, American Airlines et Delta Air Lines, et refuse également que le gouvernement utilise les fonds publics pour renflouer l'entreprise, contrairement à ce que les majorités précédentes avaient dû déjà faire à trois reprises depuis 2001. Le Cabinet choisit ainsi de laisser JAL aller vers la banqueroute afin de permettre une restructuration de la compagnie sous le contrôle de l'État.

### La promotion du Shinkansen à l'étranger
Seiji Maehara s'investit beaucoup dans la promotion du Shinkansen à l'étranger, notamment dans l'espoir de vendre le modèle japonais pour le réseau de train à grande vitesse en développement dans plusieurs régions des États-Unis. En mai 2010, il se rend dans ce pays à la tête d'une délégation composée d'hommes politiques et de dirigeants d'entreprise du secteur. Il estime à ce sujet : « À moins que le gouvernement et le monde industriel ne travaillent ensemble en harmonie, même une excellente technologie ne sera pas adoptée. C'est un jeu de pouvoir ». Le mois suivant, il défend à nouveau le produit japonais lors d'un séminaire sur les trains à grande vitesse à Chicago. Les 13 et 14 septembre de la même année, il reçoit le gouverneur de Californie Arnold Schwarzenegger qui loue le savoir-faire japonais concernant le chemin de fer.

### La politique autoroutière
Outre la suspension des chantiers de barrage, l'autre grande promesse de campagne du PDJ que Seiji Maehara est chargé de mettre en place est la gratuité des péages autoroutiers. Le 2 février 2010, il annonce un plan d'expérimentation devant être appliqué à partir du mois de juin. Il prévoit de rendre gratuit environ 18 % des routes à péages du pays (dont la totalité de celles d'Okinawa), soit 37 routes et environ 1 600 km, pour tous les véhicules sur une période test de 10 mois. Ce programme représente un coût de 1 milliard de dollars américains, et son but, selon Maehara, est d'évaluer l'impact de la suppression des péages sur les embouteillages, l'environnement et les transports publics.
Toutefois, le fait de généraliser cette mesure est vite remis en question par l'opposition des compagnies ferroviaires et de ferry qui ont vu leurs revenus diminués et y voient un moyen d'être plus fortement concurrencées encore par le transport sur route, tandis que des critiques sont émises pour savoir si cette mesure est compatible avec l'objectif de réduction des gaz à effets de serre. De même, le PDJ et Ichirō Ozawa, qui en est devenu le secrétaire général le 16 septembre 2009 et conserve une très forte influence sur le processus de décision, poussent le gouvernement à engager dans le même temps la construction de nouvelles routes, malgré les réticences du ministre des Transports. Résigné, et afin de financer cela, Seiji Maehara propose un plan prévoyant d'augmenter le maximum payé aux péages de 1000 à 2 000 yens, entraînant une polémique entre le ministre et Ozawa, ce dernier considérant cette décision comme incompatible avec la promesse de gratuité à terme des péages tandis que le premier estime que le ministère n'a pas d'autre choix pour financer la construction de nouvelles routes voulue par le secrétaire général du PDJ.

### L'action pour limiter l'influence d'Ozawa
Seiji Maehara reste actif pour limiter l'influence du secrétaire général et ancien président Ichirō Ozawa, surtout après son implication dans de nouveaux scandales politico-financiers (déclarant à son égard que le PDJ devait « montrer ses capacités à s'auto-nettoyer »). Il participe également à partir de janvier 2010 à la résurrection du groupe des « Sept magistrats » (七奉行, Nana Bugyō) qui recommence à se réunir dans le but de soutenir la position de Yukio Hatoyama et de faire en sorte que celle-ci ne soit pas déstabilisée par les affaires. 
Après la démission de Yukio Hatoyama à la suite de son échec dans sa tentative de respecter la promesse de campagne de faire sortir les troupes américaines de la base de Futenma d'Okinawa et du fait de sa très forte impopularité notamment causée par des scandales politico-financiers, Seiji Maehara, qui est l'un des ministres les plus appréciés de l'opinion publique avec son collègue des Affaires étrangères Katsuya Okada, soutient la candidature du vice-Premier ministre Naoto Kan au poste de président du PDJ et donc de Premier ministre. En échange, il obtient de ce dernier la promesse que, une fois élu, il s'attacherait à limiter l'influence du « shogun de l'ombre » Ichirō Ozawa, considéré par une partie des démocrates (surtout ceux issus de l'aile droite et de la jeune garde) comme l'un des principaux responsables de la chute de l'administration Hatoyama. Kan déclare d'ailleurs à propos d'Ozawa : « Je pense qu'il serait mieux pour lui, les Japonais et le parti qu'il se tienne tranquille au moins pour un temps ». Et une fois élu le 4 juin 2010, il nomme le principal allié de Maehara et autre grand critique d'Ozawa, Yukio Edano, au poste de secrétaire général. Les factions de l'aile droite réformiste libérale et anti-Ozawa, à savoir le « Comité pour un PDJ de seconde génération », ainsi que l'essentiel des « Sept magistrats » (sauf Shinji Tarutoko) deviennent les piliers sur lesquels le nouveau Premier ministre s'appuie pour gouverner et le parti, et le pays. Ils deviennent également ses principaux soutiens lors de la nouvelle élection présidentielle du PDJ tenue le 14 septembre 2009 qui l'oppose cette fois directement à Ichirō Ozawa.

## Ministre des Affaires étrangères (2010-2011)

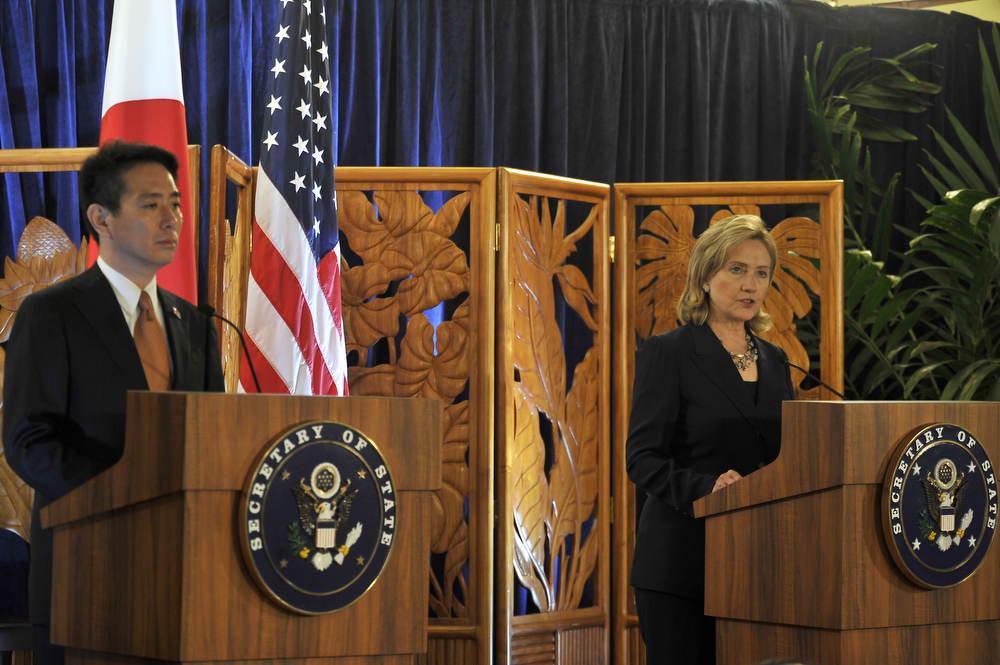
Seiji Maehara et la secrétaire d'État américaine Hillary Clinton à Hawaï le 27 octobre 2010

Après la réélection de Naoto Kan et le remaniement opéré le 17 septembre suivant, Seiji Maehara laisse le ministère des Transports à l'un de ses anciens vice-ministres et devient à la place le nouveau ministre des Affaires étrangères du Japon. Ce choix est perçu par les médias et les analystes politiques comme une volonté de Naoto Kan d'améliorer les relations avec les États-Unis mises à mal par le dossier Futenma et d'adopter une attitude plus ferme à l'égard de la république populaire de Chine, surtout à la suite de l'incident survenu en mer de Chine. 

### La gestion de la crise diplomatique avec la Chine
Le 7 septembre 2010, un chalutier chinois a heurté le bateau de patrouille japonais venu lui ordonner de quitter la zone des îles Senkaku (contrôlées par le Japon mais revendiquées par la Chine populaire sous le nom de Diàoyútái et par Taïwan, elles ont un rôle stratégique majeur en raison des importants gisements d'hydrocarbures situés dans ses eaux), avant de s'enfuir et de heurter un autre bateau japonais quarante minutes plus tard, selon les garde-côtes. Seiji Maehara participe dès le départ à la gestion du dossier alors qu'il n'est encore que ministre du Territoire, ayant dans son champ d'attribution l'autorité politique sur les garde-côtes. Il milite activement alors pour que l'équipage chinois, et tout particulièrement son capitaine, arrêtés pour l'enquête à Ishigaki après l'incident, soient jugés plutôt que relâchés à des fins d'apaisement diplomatique. La Chine exige alors la libération de l'équipage du bateau, tandis que le gouvernement japonais déclare qu'il « va résoudre ce problème en se fondant strictement sur [ses] lois ». Le ministère des Affaires étrangères chinois précise ensuite que cette enquête est « ridicule, illégale et invalide », et « si le Japon continue dans cette attitude imprudente, il goûtera à son propre fruit amer ». Le 13, l'équipage est relâché à l'exception du capitaine ; le ministère des Affaires étrangères chinois déclare : « Tout le peuple de Chine condamne d'une seule voie le comportement illégal du Japon, et incarne pleinement la volonté loyale du gouvernement chinois et du peuple de défendre la souveraineté nationale, et l'intégrité territoriale ». Le même jour, des activistes taïwanais tentent de manifester autour de l'archipel afin de montrer leur soutien aux revendications de leur pays sur ces îles.
Dès son arrivée, Seiji Maehara adopte un ton dur à l'égard de Pékin. Dans sa première conférence de presse en tant que chef de la diplomatie japonaise, le 18 septembre 2010, il est notamment revenu, en des termes plus modérés, sur ses propos de 2005 concernant la militarisation chinoise, se disant « inquiet des raisons de l'augmentation des dépenses militaires de la Chine ». Il affirme également vouloir « adopter une position ferme et résolue en réponse à toute menace sur la souveraineté du Japon ». Il gère toutefois le dossier par la suite de manière plutôt pragmatique face à des événements qui prennent le risque d'atteindre le paroxysme des mouvements anti-japonais de 2005. Ainsi il a salué l'attitude de Pékin face aux manifestations anti-japonaises du 18 septembre et tenté de minimiser l'incident du chalutier qu'il a qualifié, le 19 septembre, de « concours de circonstances malheureuses ». Le même jour, à la suite de la prolongation de dix jours de la détention du capitaine, la Chine annonce la suspension de tous ses contacts à haut niveau avec le Japon : « La Chine demande que le Japon libère le capitaine immédiatement et sans conditions. Si le Japon agit délibérément en dépit des mises en garde, et insiste à faire une erreur après l'autre, la partie chinoise prendra de fortes mesures de représailles, et toutes les conséquences seront portées par la partie japonaise ». Des réunions de haut niveau sont alors annulées, ainsi que des voyages touristiques chinois au Japon et japonais en Chine, et les concerts du groupe japonais SMAP en octobre à l'Exposition universelle de 2010 à Shanghai. Le 21 septembre, puis de nouveau la semaine suivante, Seiji Maehara réaffirme la souveraineté japonaise sur les îles Senkaku, précisant qu'il n'y a « aucune question territoriale » avec la Chine dans cette zone, et estime « normale » l'arrestation du capitaine chinois désormais libéré. Le 22, des activistes chinois tentent de nouveau de se rendre sur les îles, sans succès. Le 23, quatre Japonais sont arrêtés en Chine, accusés d'avoir filmé des installations militaires dans la province du Hebei.
Le 24 septembre, alors que son procès est prévu cinq jours plus tard, le capitaine chinois est relâché ; le même jour la Chine décide de réduire fortement ses exportations de terres rares, minerais dont elle est le principal producteur mondial et dont le Japon est l'un des plus gros clients,. Les autorités judiciaires okinawaïennes déclarent alors : « Au vu des conséquences sur la population japonaise et sur les relations entre le Japon et la Chine, nous avons jugé inutile de continuer à détenir le capitaine. Cet incident résulte d'une action décidée sur le vif, alors que le capitaine tentait d'échapper au patrouilleur des garde-côtes. Ce n'était pas un acte prémédité ». Malgré cela, la Chine demande le lendemain des excuses et une compensation pour l'arrestation du capitaine au Japon, arguant qu'elle a « violé la souveraineté territoriale de la Chine et des droits humains de citoyens chinois ». Le Japon réplique en affirmant que « la demande d'une excuse et d'une compensation par les Chinois est infondée et totalement inacceptable », alors que les Américains se félicitent de la libération du capitaine. Le 27 septembre, c'est au tour du Japon de demander réparation pour les dommages occasionnés par le bateau chinois sur les patrouilleurs japonais. Trois jours plus tard, trois des quatre Japonais arrêtés en Chine sont relâchés. Seiji Maehara déclare à ce sujet devant la Diète : « La raison pour laquelle ces quatre personnes étaient détenues n'est pas claire. Nous appelons à une résolution rapide concernant la dernière personne ». 
Mais surtout, une série de déclarations de Maehara provoquent la colère de Pékin, qui le juge trop offensif. Le 14 octobre 2010, lors d'une réunion interne au PDJ, le ministre est cité avoir dit : « J'attends des parlementaires qu'ils soient préparés à prendre un contrôle effectif [des îles Senkaku] au risque de leurs vies ». Quatre jours plus tard, à l'occasion d'une intervention en commission de la Chambre des conseillers, il avance que « les mesures prises par la Chine sont hystériques ». L'un des ministres assistants des Affaires étrangères chinois, Hu Zhengyue, lui répond en lui reprochant de « faire chaque jour des commentaires qui attaquent la Chine », tandis que Maehara défend face à de plus en plus de critiques au sein même du PDJ quant à ses prises de position qu'« il est important de faire des remarques tout en étant conscient de la relation mutuellement bénéfique entre le Japon et la Chine ». Ses déclarations, ainsi qu'une intervention de la secrétaire d'État américaine Hillary Clinton, qui a affirmé que la question du contrôle japonais des îles Senkaku faisait partie des champs d'action du traité de sécurité nippo-américain, sont évoquées par le gouvernement chinois pour justifier son refus le 29 octobre 2010 d'accepter un face-à-face officiel entre Naoto Kan et Wen Jiabao en marge de la réunion de l'ASEAN Plus Trois à Hanoï (ils se rencontreront finalement mais lors d'un court rendez-vous informel). L'un des quotidiens officiels chinois, le Global Times, s'en prend directement au ministre japonais des Affaires étrangères dans sa publication du 1er novembre 2010, déclarant à son sujet : « Le jeune et prometteur homme politique de la nouvelle génération s'est montré être plus un extrémiste politique qu'un diplomate ». 
Pour autant, Seiji Maehara rencontre durant cette période à plusieurs reprises son homologue chinois Yang Jiechi. Le 14 novembre 2010, à l'occasion du sommet de l'APEC (dont le Japon dispose alors de la présidence) à Yokohama, les deux hommes se mettent d'accord sur le principe de promouvoir des échanges personnels et culturels pour améliorer le sentiment national dans les deux pays. De plus, Maehara a renouvelé la demande du Japon de relancer les discussions bilatérales prévues par un accord de 2008 concernant une exploitation commune du champ gazier de Shirakaba-Chunxiao en mer de Chine orientale, ce à quoi Yang a répondu en posant une condition : « Nous avons besoin de construire un climat et des conditions propices à la reprise des négociations afin que nous puissions faire de la mer de Chine orientale un océan de paix, de coopération et d'amitié ». Par ailleurs, le ministre japonais a dit apprécié le « rôle significatif » de la Chine dans les réunions de l'APEC.

### Vis-à-vis des deux Corée

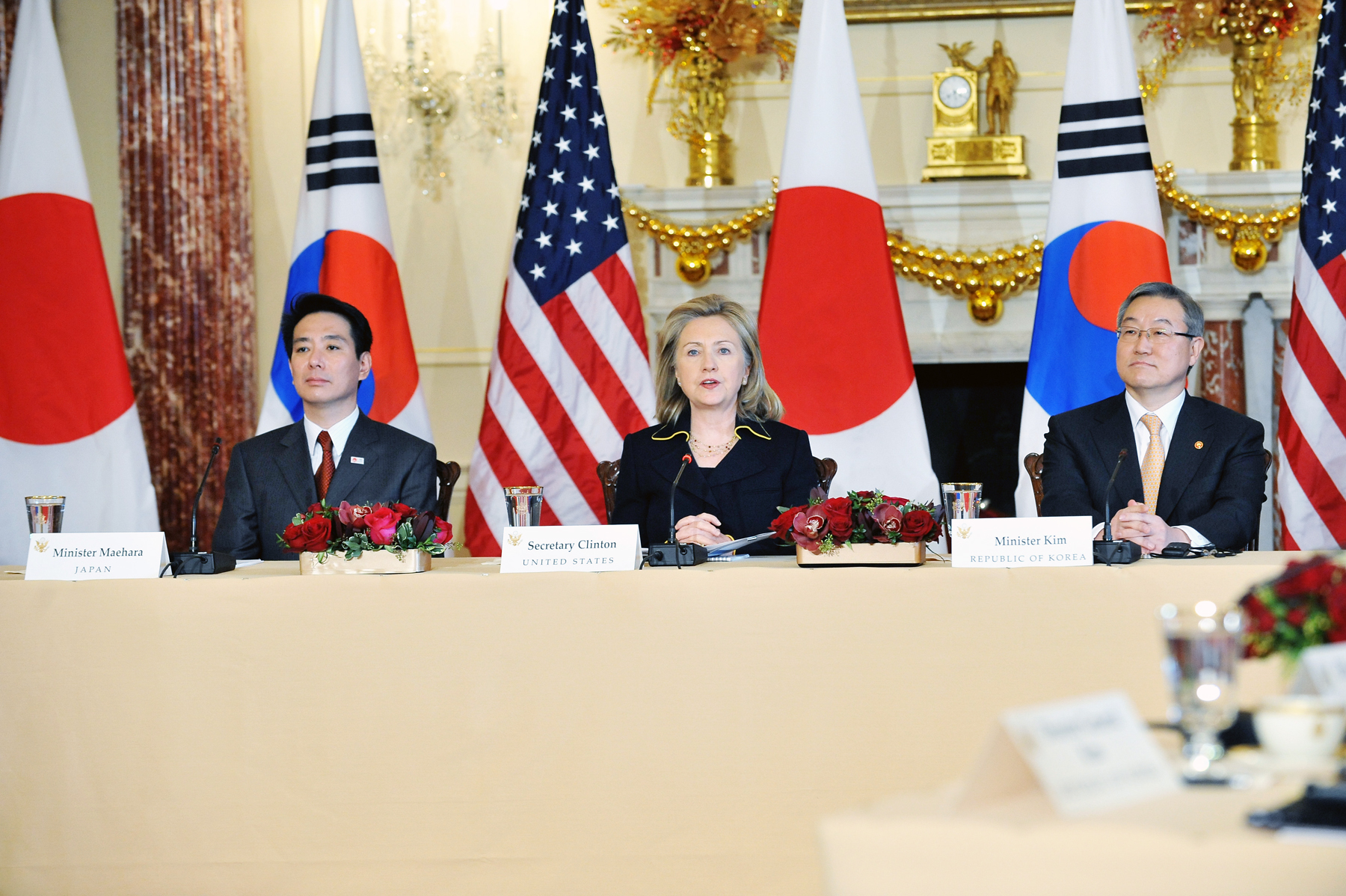
Seiji Maehara, Hillary Clinton et Kim Sung-hwan lors du sommet trilatéral de Washington du 6 décembre 2010 sur le bombardement de Yeonpyeong et le programme nucléaire de la Corée du Nord

Seiji Maehara s'inscrit dans la politique du Premier ministre Naoto Kan visant à renforcer les liens avec Séoul. Ainsi, il signe avec son homologue sud-coréen Kim Sung-hwan le 14 novembre 2010 un accord formel de restitution de 1 205 documents historiques coréens que le Japon conservait depuis son annexion de la péninsule en 1910, respectant ainsi la promesse faite dans la déclaration Kan du 10 août 2010. 
Après le bombardement de l'île sud-coréenne de Yeonpyeong par la Corée du Nord le 23 novembre 2010, il condamne fermement l'attaque et soutient Séoul en déclarant : « La perspective de la reprise des négociations à Six s'éloigne de plus en plus. Si Pyongyang continue d'agir à l'encontre du droit international, la possibilité d'un dialogue s'éloignera toujours davantage ». Le 25 novembre 2010, Seiji Maehara et la secrétaire d'État américaine Hillary Clinton acceptent la proposition de Kim Sung-hwan de se rencontrer dans le cadre d'un sommet trilatéral à Washington le 6 décembre pour discuter du bombardement et du programme nucléaire de la Corée du Nord. Lors de cette rencontre, les trois ministres ont « fortement condamné » l'attaque nord-coréenne et ont appelé Pyongyang à « cesser son comportement provocateur », posant cette condition à toute reprise des pourparlers à six par exemple. De son côté, Maehara a dit espérer voir la république populaire de Chine remplir un « plus grand rôle » dans la gestion du dossier nord-coréen et qu'il est nécessaire que cette dernière ainsi que la Russie soient impliquées dans la dénucléarisation de la péninsule coréenne. 
D'ailleurs, Seiji Maehara affirme le 28 novembre 2010 avoir demandé à Yang Jiechi lors d'un entretien téléphonique ayant eu lieu la veille que la Chine se serve de son statut d'allié de la Corée du Nord pour pousser celle-ci à plus de modération. Dans le même temps, Tōkyō et Pékin, malgré leur différend en mer de Chine orientale, et bien que le Japon ait confirmé son rejet de la proposition chinoise de relancer les pourparlers à six dans l'immédiat, se déclarent prêts à coopérer pour empêcher une escalade de la violence dans la péninsule.

### Un avocat du libre-échange
Seiji Maehara se fait également rapidement un avocat des propositions de Naoto Kan en faveur d'un abaissement de certains tarifs douaniers dans la région Asie-Pacifique, dont ceux du Japon, et de la signature de nouveaux accords de libre-échange. Dès le 22 septembre 2010, il parle avec la Haute Représentante pour les affaires étrangères et la politique de sécurité européenne Catherine Ashton de la possibilité d'engager des négociations pour la signature d'un accord de partenariat économique (APE) entre l'Union européenne et le Japon. Dans un entretien accordé au Wall Street Journal et publié le 25 septembre 2010, il déclare : « Actuellement ce que nous mettons en priorité c'est l'[ accord de partenariat économique ] Japon-UE. Nous continuons toujours nos consultations avec les Indiens. J'ai aussi eu avant-hier une conversation avec [l'ancien ministre des Affaires étrangères] Shin Kak-soo ... pour la république de Corée. Je lui ai dit vouloir réactiver [les accords de partenariat économiques entre les deux pays] aussitôt que possible. Voilà donc les pays que nous mettons en priorité en ce moment et aussi comme je l'ai déjà dit auparavant j'aimerais continuer à rechercher des possibilités avec les États-Unis ». 
Le 7 octobre 2010, il parle pour la première fois du projet du gouvernement Kan de rejoindre les pourparlers d'intégration à l'accord de partenariat économique stratégique transpacifique ou Trans-Pacific Partnership (TPP), qui prévoit d'éliminer toutes les barrières douanières existant entre ses membres d'ici dix ans. Il affirme à ce sujet : « L'accord de partenariat trans-pacifique apparaît comme notre base prometteuse pour une intégration économique dans la région Asie-Pacifique. [...] Je suis pleinement engagé pour faire les plus grands efforts afin de promouvoir les [accords de libre-échange] du Japon et les politiques [d'accords de partenariat économique], y compris en envisageant la participation du Japon dans les négociations du TPP ». De plus, lors d'un déplacement officiel en Australie à la fin du mois de novembre 2010 (lors duquel il décide de faire un geste symbolique en allant saluer une statue d'Edward Dunlop et en émettant des excuses officielles pour le traitement réservé aux prisonniers de guerre australiens par l'armée impériale japonaise durant la Seconde Guerre mondiale), il se met d'accord avec son homologue australien Kevin Rudd et le ministre du Commerce Craig Emerson pour « donner de la vitalité » et un « nouveau départ » aux discussions entre les deux États pour aboutir à un traité de libre-échange.

### Démission
Il démissionne le 6 mars 2011 de son poste de ministre des Affaires étrangères, reconnaissant avoir accepté des dons (de 50 000 yens selon lui, 200 000 selon le PLD, soit entre 450 et 1 800 euros) d'une Coréenne installée de longue date dans le pays. Ceci l'a placé en infraction avec la loi japonaise qui interdit à un élu de recevoir des dons d'étrangers.

## Un des favoris pour devenir Premier ministre (2011-2012)
Cette affaire et son départ du gouvernement ne l'empêchent pas de conserver une assez forte popularité et de rester l'un des favoris pour devenir Premier ministre. En effet, les sondages le mettent alors régulièrement en tête des préférences des électeurs interrogés pour désigner le successeur de Naoto Kan à la tête du gouvernement (celui-ci ayant annoncé le 2 juin 2011 qu'il démissionnerait rapidement après l'adoption d'un certain nombre de mesures de reconstruction liées au séisme de la côte Pacifique du Tōhoku du 11 mars précédent et à ses conséquences) : ils sont 14 % à le choisir selon une enquête du Yomiuri Shimbun menée les 3 et 4 juin 2011 (devant le Secrétaire général du Cabinet Yukio Edano et celui du PDJ Katsuya Okada, tous deux à 9 %), puis 28 % selon une de Kyodo News menée les 20 et 21 août 2011. 
Il prend également position sur les principaux thèmes abordés dans les derniers mois de l'administration Kan et qui prédominent dans la précampagne de ses successeurs potentiels : le problème de la Diète divisée et donc du degré de coopération à établir avec l'opposition (et surtout le PLD), les moyens à mettre en œuvre pour la reconstruction et leur financement ainsi que la question de la suspension d'Ichirō Ozawa de son statut de membre du PDJ décidée après sa mise en examen et courant normalement jusqu'à son procès. Notamment, le 9 juin 2011, il prend position en faveur d'une Grande coalition avec le PLD et le Nouveau Kōmeitō afin de soutenir un gouvernement exceptionnel d'union nationale pour une période d'un an « au maximum ». Il appelle dans le même temps le Premier ministre à renforcer les négociations avec ces partis pour obtenir qu'ils votent à la Chambre des conseillers le projet de loi permettant l'émission des obligations nécessaires au financement du budget 2011 (qui a commencé à être appliqué depuis le 1er avril 2011) et estime que le deuxième budget extraordinaire (que le Cabinet de Naoto Kan est alors en train de préparer, le premier, adopté début mai, s'étant élevé à environ 4 billions de yens) devrait être « au moins » d'un montant de 10 billions de yens. De plus, il considère que la Banque du Japon « peut étendre son bilan comptable un peu plus », rejoignant alors la position du FMI qui, la même semaine, avait suggéré une augmentation des achats d'actifs de la banque centrale nippone. Plus tard, il s'oppose à la proposition faite par le ministre des Finances et lui aussi potentiel candidat à la succession de Kan, Yoshihiko Noda, pourtant un de ses alliés traditionnels au sein du PDJ, d'augmenter de manière générale et exceptionnelle la fiscalité afin de financer les mesures de reconstructions. Concernant la suspension d'Ichirō Ozawa, il se prononce en faveur de son maintien. Il reste malgré tout pendant de nombreux mois secret à l'égard des médias concernant ses intentions réelles de se présenter, tandis que d'autres, dont Noda, font au contraire très vite état de leurs ambitions de se lancer dans la campagne de succession.
Il se lance finalement dans la course à la succession de Kan le 24 août 2011, et apparaît comme l'un des favoris, avec le ministre de l'Économie, Banri Kaieda. Il est cependant défait dès le premier tour, se classant troisième avec 74 voix sur 398 parlementaires, le second tour voyant l'élection de son ancien allié, Yoshihiko Noda et l'échec de Kaieda,. 
Le lendemain, Yoshihiko Noda nomme Seiji Maehara au sein de son équipe de direction du PDJ, en tant que président du Comité de recherche politique et donc numéro trois (derrière Noda et le nouveau secrétaire général, Azuma Koshiishi). Il est dans le même temps précisé que, contrairement au précédent titulaire de ce poste (Koichirō Genba), il ne le cumulerait pas avec un portefeuille ministériel, mais que ses prérogatives seraient renforcées en faisant du Comité de recherche politique un véritable organe de prise de décisions plutôt qu'un simple forum de discussion. Il est tout particulièrement chargé de convaincre les parlementaires du parti sur les projets de loi du gouvernement les plus contestés en interne (tout particulièrement par les factions pro-Ozawa, traditionnellement favorables à une politique de relance keynésienne), dont principalement les réformes de la fiscalité (avec l'augmentation de la taxe sur la consommation) et de la sécurité sociale. Pour ce faire, il demande qu'un objectif chiffré de croissance soit inclus dans la loi sans en faire pour autant une condition pour la hausse de la taxe, s'opposant sur ce point à Yoshihiko Noda. Concernant la politique énergétique, il fait adopter le 6 septembre 2012 par le PDJ dans son programme un objectif de dépendance zéro à l'égard de l'énergie nucléaire d'ici aux années 2030, et donc une sortie progressive du nucléaire civil, et d'arriver à une part de 40 % des énergies renouvelables dans la capacité de production d'énergie du pays dans le même laps de temps.
Il reste également actif en matière de relations extérieures du parti et du Japon. Ainsi, dans le cadre d'une politique de réchauffement avec la Russie voulue par l'administration Noda, il se rend à Moscou au début du mois de mai 2012 pour y rencontrer, entre autres, le ministre des Affaires étrangères Sergueï Lavrov. Il rappelle notamment la volonté du gouvernement japonais d' « arriver à un traité de paix et de développer les relations bilatérales » et propose d'envisager de « nouvelles approches » pour régler le problème du différend territorial sur les îles Kouriles. Mais surtout, il reste personnellement attaché au maintien du rapprochement avec la Corée du Sud initié par Naoto Kan et lui-même à partir de 2010, et reste un intermédiaire politique important entre Tōkyō et Séoul. Il s'y déplace à plusieurs reprises, notamment du 9 au 11 octobre 2011 (pour préparer le voyage officiel de Yoshihiko Noda la semaine suivante, il se dit alors favorable à ce que le projet d'accord de libre-échange préparé depuis 2004 mais réellement relancé à partir de 2010 soit conclu durant le mandat du président sud-coréen Lee Myung-bak qui doit se terminer en février 2013 et, tout en rappelant la position officielle du Japon sur le sujet des femmes de réconfort, il se montre favorable à une avancée des négociations d'un « point de vue humanitaire »),, puis du 16 au 18 juillet 2012 (il tente notamment de rassurer le gouvernement sud-coréen sur un certain nombre d'annonces faites par le gouvernement Noda dans un contexte de refroidissement lié à un durcissement nationaliste des positions des deux pays concernant leurs contentieux historiques et territoriaux). Parmi ses autres voyages à l'étranger peut également être cité celui à Washington D.C. et tout particulièrement au Pentagone pour y discuter de certains de ses sujets de prédilection, à savoir les relations nippo-américaines et les questions de sécurité. Il y formule notamment la demande que les Boeing-Bell V-22 Osprey présents dans les bases américaines au Japon soient interdits de passer des modes verticaux à plan au-dessus des zones urbaines et que le déploiement de 12 de ces appareils sur la base de Futenma prévu normalement en octobre soit reporté au regard de récents incidents liés au modèle (notamment un crash mortel en juin 2012 en Floride). Il déclare alors : « Tant que les causes des accidents ne seront pas élucidées, le déploiement des Osprey déstabiliserait les fondements de l'alliance nippo-américaine ». 
Pour l'élection à la présidence du PDJ, pour un mandat plein de deux ans, organisée le 21 septembre 2012, alors qu'il est toujours envisagé pendant un temps par les médias comme l'un des plus sérieux prétendants au poste, il apporte son soutien à une réélection de Yoshihiko Noda. Celle-ci faite, et avec une très forte avance (mais une très faible participation des militants, sur fond d'impopularité du gouvernement et de dissidences), Seiji Maehara cède le 24 septembre suivant la présidence du Comité de recherche politique à Gōshi Hosono, un membre de sa faction qui a acquis une assez forte popularité en tant que ministre chargé des réparations et de la gestion de l'accident nucléaire de Fukushima. À la place, Seiji Maehara fait son retour dans le gouvernement.

## Ministre des Politiques nationales (2012)
Le 1er octobre 2012, lorsque Yoshihiko Noda remanie son Cabinet, Seiji Maehara est nommé ministre d'État pour les Politiques nationales et la Politique océanique, ainsi que ministre d'État à mission spéciale auprès du Bureau du Cabinet pour la Politique économique et fiscale, la Politique scientifique et technologique, l'Administration nucléaire et la Politique spatiale. Il tente surtout de faire pression pour davantage de mesures d'assouplissements de la part de la Banque du Japon (BoJ) pour lutter contre la déflation et que celle-ci se fixe des objectifs chiffrés d'inflation ou sur d'autres questions de politique monétaire. Il assiste dès le 5 octobre 2012, quatre jours après sa nomination, à une réunion politique de la Banque centrale, devenant ainsi le premier membre de gouvernement japonais à le faire depuis 2003. À la suite d'une autre de ces réunions, le 30 octobre suivant, le gouvernement et la BoJ publient une déclaration commune, signée par le gouverneur de la Banque Masaaki Shirakawa, Seiji Maehara (qui est vu par la presse et les observateurs politiques ou financiers comme le principal artisan de l'émission conjointe de ce document) et le ministre des Finances Kōriki Jōjima, présentant les efforts décidés pour lutter « ensemble » contre la déflation. C'est là aussi une première en plusieurs années, puisque Cabinet et BoJ n'avaient plus communiqué d'une seule voix sur la politique monétaire depuis la précédente réforme de la loi sur la Banque qui avait renforcé l'indépendance de cette institution en avril 1998. Ce nouveau plan prévoit 11 billions de yens (137,5 milliards de dollars américains) de nouveaux assouplissements monétaires (la quatrième action de ce genre en un an). Le 12 novembre, Seiji Maehara propose la possibilité d'acheter des obligations étrangères pour injecter de l'argent sur les marchés et élargir la base monétaire du Japon, mais cette idée est écartée le jour même par Masaaki Shirakawa, affirmant que la Banque du Japon dispose de beaucoup d'autres actifs pouvant être achetés pour offrir des liquidités aux marchés. 
Toutefois, il critique également le programme mis en avant alors par le PLD et son nouveau président Shinzō Abe (qui souhaite aller plus loin en réformant éventuellement la loi de la Banque du Japon afin que le gouvernement puisse la forcer à répondre à certains objectifs, comme celui d'arriver à 2 ou 3 % d'inflation, de mener une politique d'assouplissements quantitatifs illimités, à fixer des taux d'intérêt à court terme négatifs et à acheter directement au gouvernement central des obligations pour financer les travaux publics). Tout en reconnaissant certains points communs entre la politique qu'il mène et la volonté de Shinzō Abe d'augmenter les assouplissements monétaires, il estime le but des 2 à 3 % d'inflation trop élevés et s'attacher pour sa part à d'abord arriver aux 1 % que la Banque du Japon s'est elle-même fixés comme objectifs. Il défend de plus le maintien malgré tout du principe d'indépendance de la Banque vis-à-vis du pouvoir politique, et déclare au sujet du programme libéral-démocrate : « Je crains que les remarques de M. Abe invite à des actions inhabituelles par des spéculateurs sur le marché puisqu'il apparaît vouloir discuter la politique de la BoJ en prenant pour acquise une révision de la loi sur la Banque du Japon et en ignorant son indépendance ». 
Il est également chargé par Yoshihiko Noda dès le mois d'octobre 2012 de préparer un nouveau paquet pour stimuler l'économie affaiblie par cette déflation et la catastrophe de 2011, ne demandant pas l'émission de nouvelles obligations ni de budget supplémentaire. Ce plan est adopté par le Cabinet en pleine campagne pour les législatives le 30 novembre 2012, s'élevant à un montant de 880 milliards de yens ou 10,7 milliards de dollars américains, surtout dans les domaines de la santé, de l'agriculture ou pour financer des travaux publics dans les régions sinistrées de la catastrophe de 2011. 
En tant que ministre de la Politique scientifique et technologique et pour l'Administration nucléaire, il estime le 5 octobre 2012 que des réacteurs nucléaires peuvent être redémarrés si l'institution de contrôle récemment créée dans le cadre de la réforme de la sécurité nucléaire après l'accident de Fukushima, l'Autorité de régulation nucléaire (dite NRA), le permet. Il affirme que ces centrales peuvent être une source clé de production énergétique, du moins dans un premier temps, alors que le gouvernement Noda avait adopté le mois précédent un plan de réduction (voire de sortie) progressive de la dépendance du Japon à l'égard de l'énergie nucléaire d'ici aux années 2030 en mettant l'accent sur le développement des énergies renouvelables et en promouvant les conservations d'énergie. Maehara déclare : « Si la sureté est approuvée, de tels réacteurs pourraient être considérés comme une importante source d'énergie. [...] Nous devrions nous reposer sur le nucléaire comme une option énergétique pour l'instant ». Ainsi, il ne revient pas sur l'objectif à terme de sortie progressive de l'administration démocrate, mais défend une application « de manière réaliste » qu'il avait déjà évoquée en septembre. Il critique aussi comme étant « irréaliste » la proposition d'arrêter l'usine nucléaire de Rokkasho, faite par le Parti du futur du Japon (PFJ), mouvement anti-nucléaire fondé le 28 novembre 2012 par le gouverneur de la préfecture de Shiga Yukiko Kada et rejoint par de nombreux dissidents du PDJ dont Ichirō Ozawa et ses partisans.
Sur le plan de la politique générale, il fait partie, avec notamment Katsuya Okada et contre l'avis du secrétaire général du PDJ Azuma Koshiishi, des principaux partisans dans l'entourage du Premier ministre d'une dissolution rapide de la Chambre des représentants. Cette dissolution est opérée le 16 novembre 2012 et des élections législatives anticipées sont organisées pour le 16 décembre suivant. Il se montre ensuite sceptique quant à une orientation de la campagne au centre, vers les « centristes libéraux et les conservateurs modérés », telle que proposée par Katsuya Okada, déclarant pour sa part : « Ce que signifie vraiment "centriste" n'est pas clair ».

## De nouveau un poids lourd de l'opposition (2012- )

### Chef de l'aile droite minoritaire du parti (2012-2017)

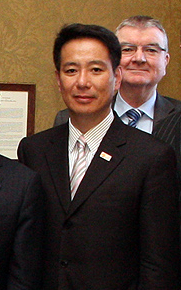
Seiji Maehara en 2013.

Le jour du scrutin, qui est marqué par une très importante défaite du PDJ (qui retombe à 57 députés seulement), Seiji Maehara est l'un des rares sortants du parti à conserver sa circonscription au vote majoritaire. Sa faction est aussi l'une des plus épargnées, puisqu'elle conserve 11 représentants, ce qui en fait le troisième groupe en termes de députés (après celui auparavant fidèle à Ichirō Ozawa et celui de Naoto Kan). 
Le 28 décembre 2012, le nouveau président du PDJ, Banri Kaieda, élu trois jours plus tôt et présenté comme le candidat de la rupture avec la ligne précédemment majoritaire au sein du parti qui était incarnée par Naoto Kan, Maehara, Yoshihiko Noda, Katsuya Okada et leurs partisans respectifs, forme son Cabinet suivant. Il y nomme Seiji Maehara « ministre suivant des Finances et des Services financiers », chargé de contrer à ce poste Tarō Asō, le numéro deux du nouveau gouvernement de Shinzō Abe. Il est confirmé dans cette position par le successeur de Kaieda, Katsuya Okada, le 22 janvier 2015 et le reste ainsi jusqu'au 26 septembre 2016. 
Mais au sein du PDJ, il devient, avec Gōshi Hosono, le principal meneur de l'aile droite du parti, souvent hostile à l'équipe dirigeante et souhaitant dissoudre le mouvement pour le refonder en fusionnant avec les autres partis néo-libéraux de l'opposition (l'Association pour la restauration du Japon ou ARJ, le Parti de l'unité ou encore le Parti de tous). Cette tendance se montre de plus critique à l'égard du lien entretenu par les démocrates avec les syndicats du Rengō (surtout avec ceux des employés du secteur public) et à la coopération engagée avec le Parti communiste, tout en affichant une certaine proximité idéologique (tout en y apportant des nuances) avec le gouvernement de Shinzō Abe sur les questions diplomatiques et de défense (réforme constitutionnelle pour reconnaître un droit d'autodéfense collective, positions fermes vis-à-vis de la Chine et de la Corée du Nord, américanophilie). Ce positionnement vaut à plusieurs anciens alliés de Maehara, jusqu'alors liés à lui par solidarité générationnelle ou par opposition à Ichirō Ozawa, de devenir des rivaux en tant que représentants de l'aile gauche, plus sociale-démocrate, pacifiste et hostile à toute refondation du PDJ, à commencer par Yukio Edano, Katsuya Okada ou Renhō. 
Ce positionnement vaut à Maehara et à sa faction d'être relativement mis en minorité au sein du PDJ. Mais il finit par obtenir gain de cause au sujet de la refondation du parti, puisque le mouvement vers cette solution s'accélère à partir de la fin de l'année 2015. Ainsi, en décembre 2015, le PDJ et le Parti de la restauration (lui-même fondé en septembre 2014 par la réunion de l'ARJ et du Parti de l'unité) forment des groupes parlementaires communs à la Diète du Japon. Puis, l'accord de fusion dans un nouveau parti est signé le 26 février 2016, en vue du renouvellement de la moitié de la Chambre des conseillers du 25 juillet 2016. Du 4 au 7 mars 2016, les deux partis appellent le public à faire des propositions pour le nom de cette nouvelle entité sur le site internet du PDJ ou par fax, suivi de sondages menés séparément qui aboutissent au choix de Minshintō (民進党), soit littéralement « Parti démocrate progressiste ». Celui-ci est annoncé publiquement le 14 mars 2016. Quatre jours plus tard, The Democratic Party est annoncé comme la version officielle en anglais du nom du parti. Le 22 mars suivant, c'est au tour de quatre des cinq députés de l'Association de rassemblement pour les réformes (qui se dissout le 25 mars) d'annoncer leur ralliement à ce mouvement.
Si les tenants de l'ancienne ligne du PDJ conservent dans un premier temps la majorité au sein du PDP, cela renforce l'aile droite et donc Maehara, qui trouvent de nouveaux alliés dans les anciens du Parti de la restauration à commencer par Kenji Eda ou Yorihisa Matsuno. Le 26 août 2016, il annonce sa candidature à l'élection du président du PDP du 15 septembre suivant, avec pour principale adversaire la conseillère quadragénaire d'origine nippo-taïwanaise Renhō qui incarne la continuité avec la direction sortante de Katsuya Okada ainsi que les ailes centristes et gauche du parti. Après avoir été lui-même pendant des années un défenseur du « renouvellement générationnel » de la politique japonaise, il affirme alors être « arrivé à la conclusion que la fraicheur n'est pas suffisante » pour remettre sur pied l'opposition. Reprenant certaines de ses positions traditionnelles (celle d'une hausse de la taxe sur la consommation pour financer certaines mesures sociales comme l'amélioration de l'accès aux crèches et plus généralement à l'éducation, ou encore celle d'arrêter de coopérer électoralement avec le Parti communiste) tout en mettant de côté son soutien à une réforme constitutionnelle, promettant qu'un tel amendement ne serait pas sa priorité s'il était élu, il est également le candidat qui met le plus en avant le souci de prendre conscience des erreurs commises par le PDJ durant son passage au pouvoir. Il souffre toutefois du manque de soutien de l'autre figure de la droite du mouvement, Gōshi Hosono, qui, lui-même pressenti un temps pour être candidat, finit par rallier Renhō. Il est battu dès le premier tour, en ne réunissant que 230 points sur 849 contre 503 à Renhō, qui est donc élue, et 116 à Yūichirō Tamaki, qui était soutenu par certains jeunes parlementaires au nom du renouvellement générationnel. Il a alors recueilli 42 voix de parlementaires sur 147 (soit 84 points), 44 parmi les 118 candidats investis pour de futures élections (44 points), 335 sur les 1 390 élus locaux (50 points) et 26 045 suffrages de militants et soutiens sur 96 181 (52 points). 
L'année suivante, Renhō démissionne le 27 juillet 2017 après avoir été critiquée pour des résultats jugés mauvais aux élections pour l'Assemblée métropolitaine de Tokyo du 2 juillet précédent, beaucoup d'observateurs politiques comme de membres du parti estimant désormais la gouverneure de la capitale japonaise, Yuriko Koike, comme la principale figure d'opposition à Shinzō Abe. Une nouvelle élection à la présidence du PDP est donc organisée le 1er septembre 2017, à laquelle Seiji Maehara se porte une nouvelle fois candidat le 7 août. Faisant campagne avec le même programme qu'en 2016, il n'a alors qu'un seul adversaire, Yukio Edano, candidat de la continuité et des tendances centristes et de gauche. Faisant figure de favori durant une campagne marquée par plusieurs défections de figures du parti (à commencer par Gōshi Hosono, qui prévoit de se rapprocher de Yuriko Koike), il l'emporte cette fois assez largement, avec 502 points sur 834 contre 332 à Yukio Edano, avec 83 voix de parlementaires sur 142 (166 points), 84 de candidats investis sur 126 (84 points), 724 d'élus locaux sur 1 319  (115 points) et 51 692 de militants et soutiens sur 91 185 (137 points).

### De nouveau chef de l'opposition (2017)
À peine devenu président du PDP le 1er septembre 2017, Seiji Maehara fait l'objet de critiques pour le choix du secrétaire général et donc numéro deux du mouvement. Après avoir annoncé le 3 septembre nommer à ce poste l'ancienne présidente du Comité de recherche politique de Katsuya Okada et ancienne enfant star Shiori Yamao, qui s'est fait connaître en peu de temps à la Diète pour avoir mis plusieurs fois Shinzō Abe en difficultés lors de débats, de nombreuses voix s'élèvent pour dénoncer ce choix étant donné la faible expérience politique de l'intéressée alors que le secrétariat général est généralement confié à un vétéran du parti. Finalement, le 5 septembre, Maehara annonce confier la fonction à Atsushi Ōshima, un ancien vice-ministre sexagénaire qu'il avait initialement prévu de nommer comme président délégué.